# Schorndorf

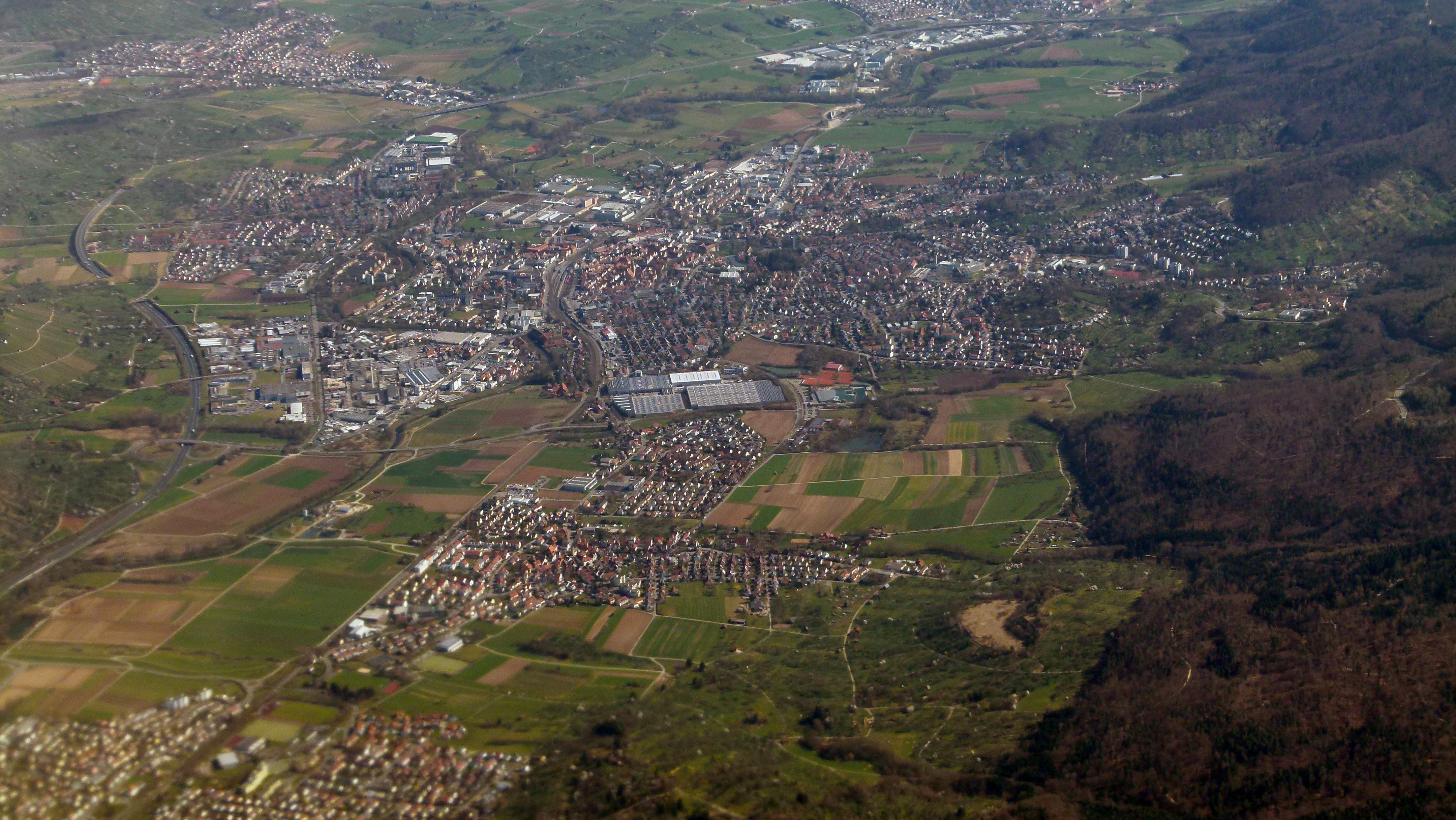
Luftbild von Schorndorf

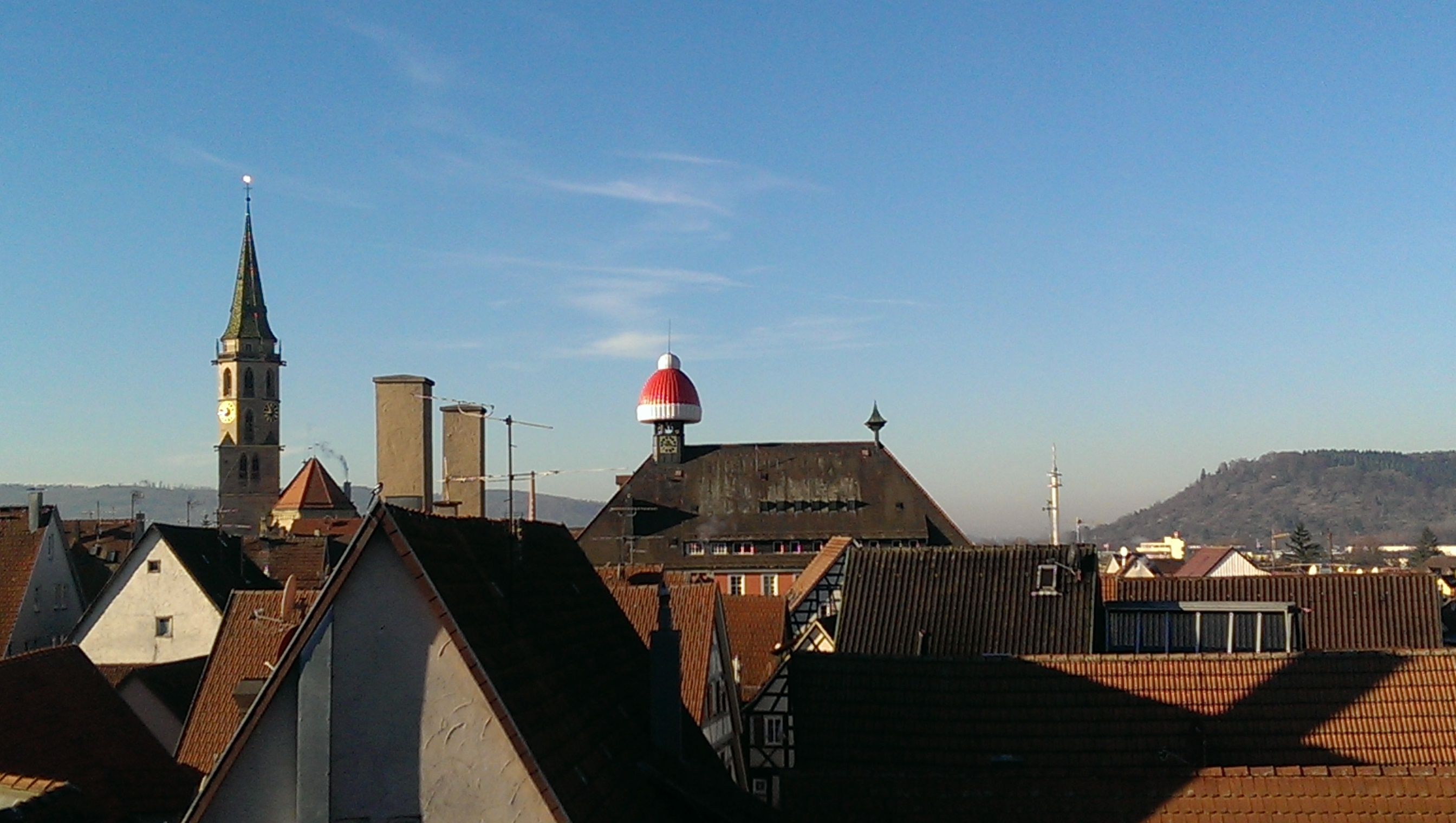
Über den Dächern von Schorndorf

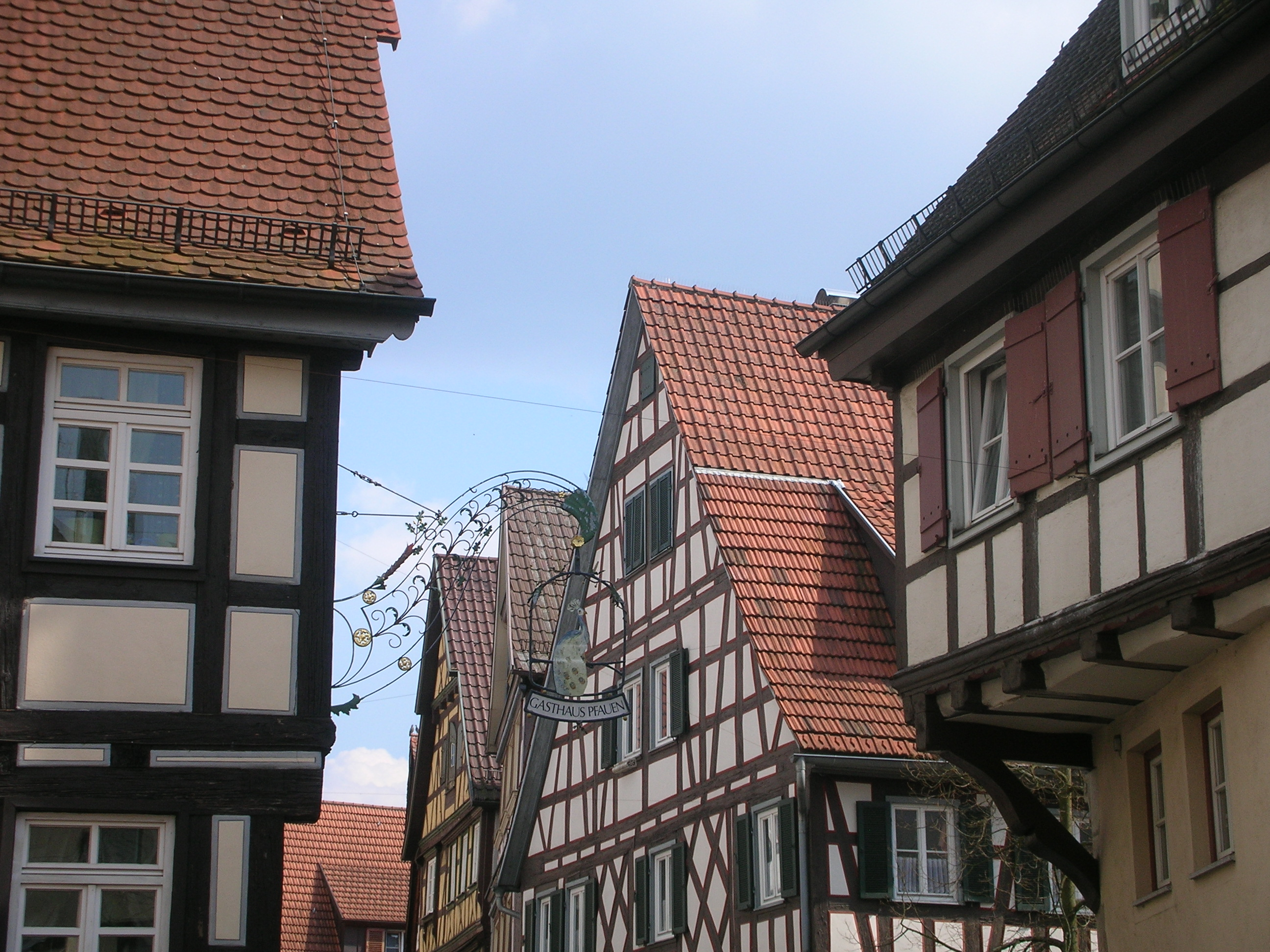
Fachwerkimpression

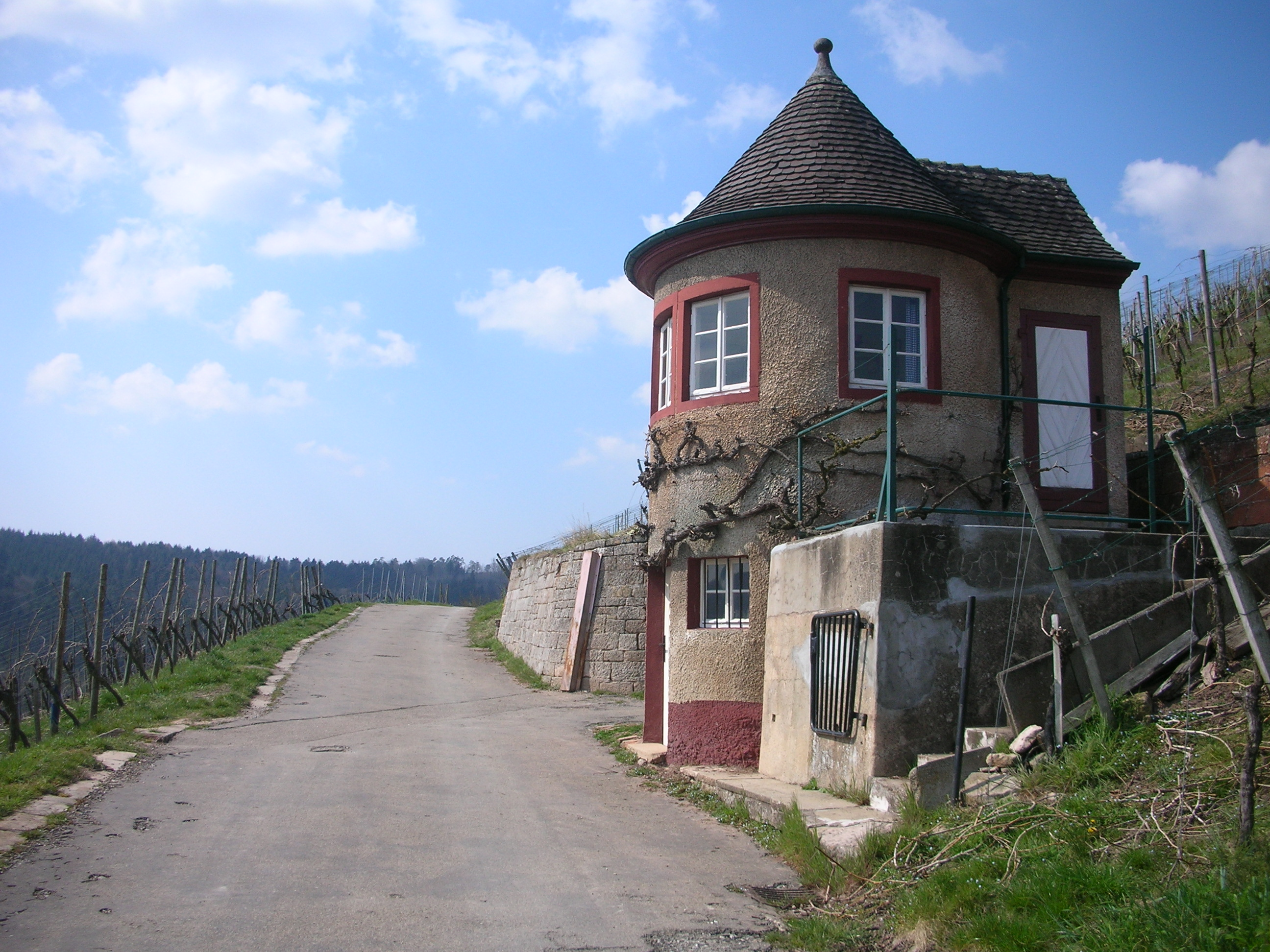
Auf dem Holzberg

Schorndorf ist eine Stadt im Rems-Murr-Kreis in Baden-Württemberg mit 41.647 Einwohnern (31. Dezember 2024). Sie liegt etwa 26 Kilometer östlich der Landeshauptstadt Stuttgart. Die Mittelstadt gehört zur Region Stuttgart (bis 1992 Region Mittlerer Neckar) und zur europäischen Metropolregion Stuttgart. Sie ist bevölkerungsmäßig nach Waiblingen und Fellbach die drittgrößte Stadt des Landkreises und ein Mittelzentrum für die umliegenden Gemeinden.
Seit dem 1. Januar 1967 ist Schorndorf eine Große Kreisstadt. Mit der Gemeinde Winterbach hat die Stadt Schorndorf eine Verwaltungsgemeinschaft vereinbart.

## Geographie

### Geographische Lage

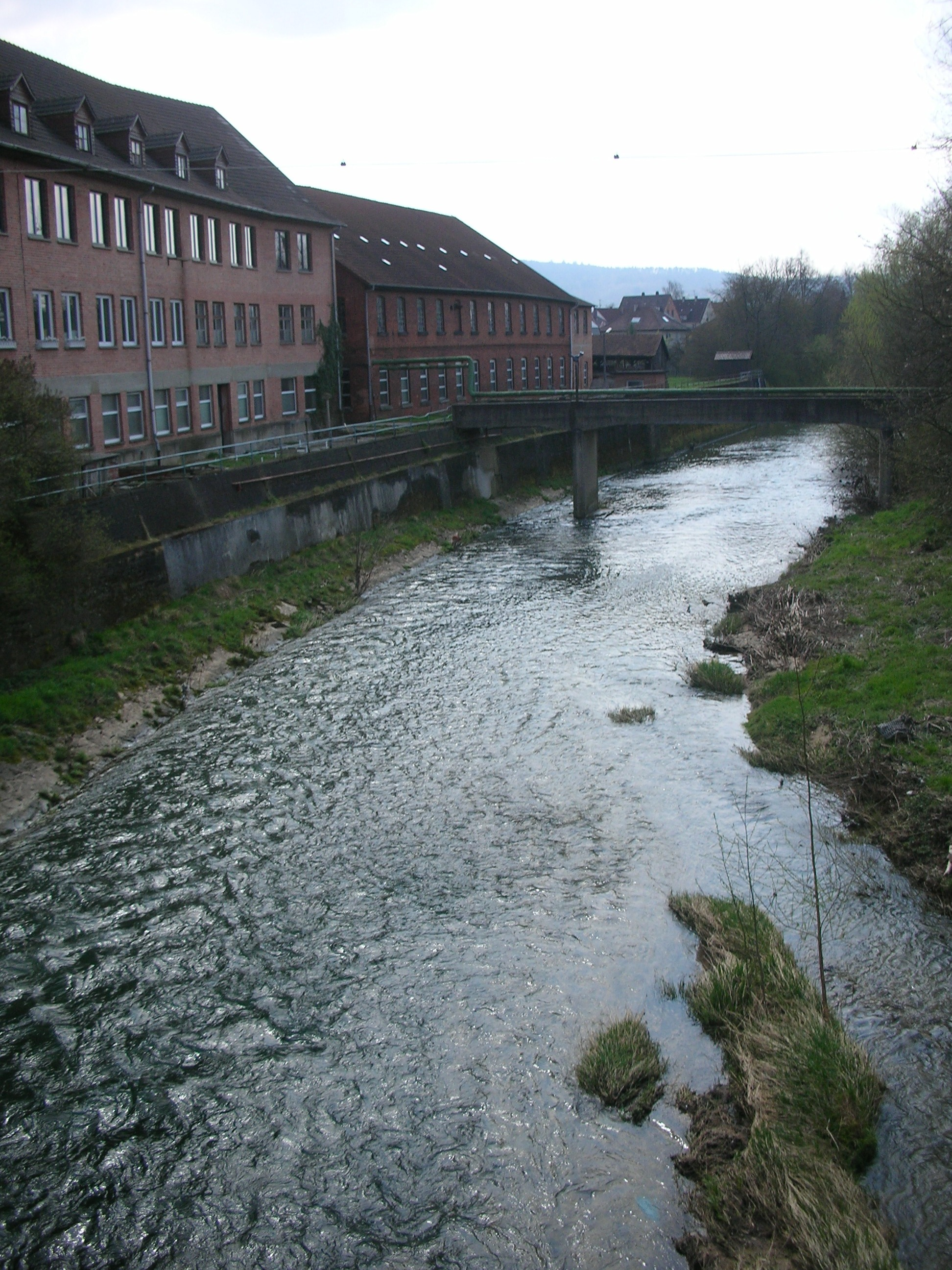
Die Rems in Schorndorf, links das Röhmareal

Schorndorf liegt in einer tiefen Talerweiterung der Rems, die im Süden vom Schurwald und im Norden von den Berglen und dem Welzheimer Wald begrenzt wird. Im Stadtgebiet münden die von Norden kommenden kleinen Flüsse Schornbach und Wieslauf in die Rems. Diese durchfließt von Ost nach West die Kernstadt. Die Schorndorfer Altstadt befindet sich südlich des Flusses.

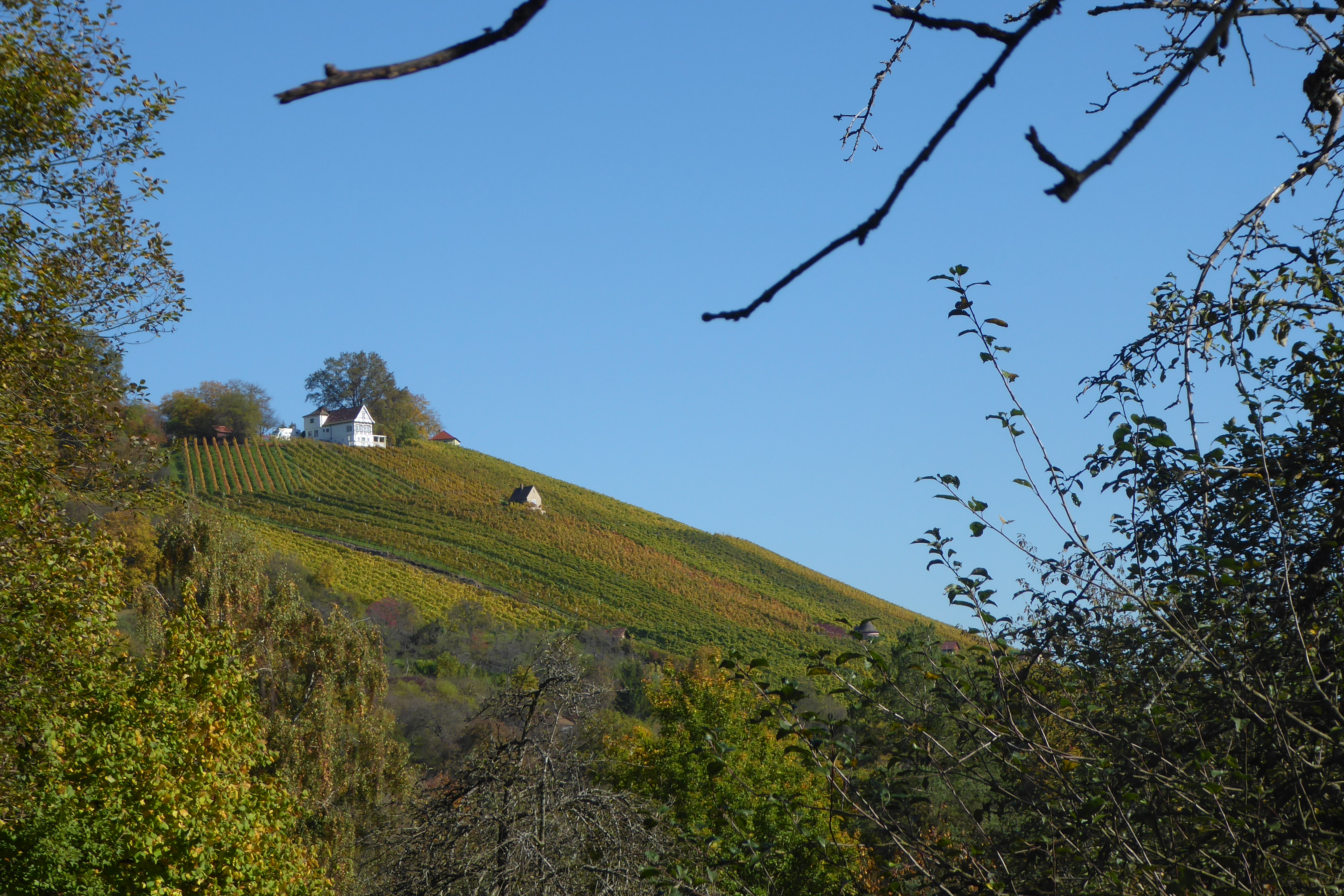
Grafenberg

### Nachbargemeinden
Folgende Städte und Gemeinden grenzen an die Stadt Schorndorf; sie werden im Uhrzeigersinn beginnend im Westen genannt:
Winterbach, Remshalden, Berglen, Rudersberg, Welzheim, Urbach, Plüderhausen (alle Rems-Murr-Kreis), Adelberg, Wangen und Uhingen (alle Landkreis Göppingen) sowie Lichtenwald (Landkreis Esslingen).

### Stadtgliederung

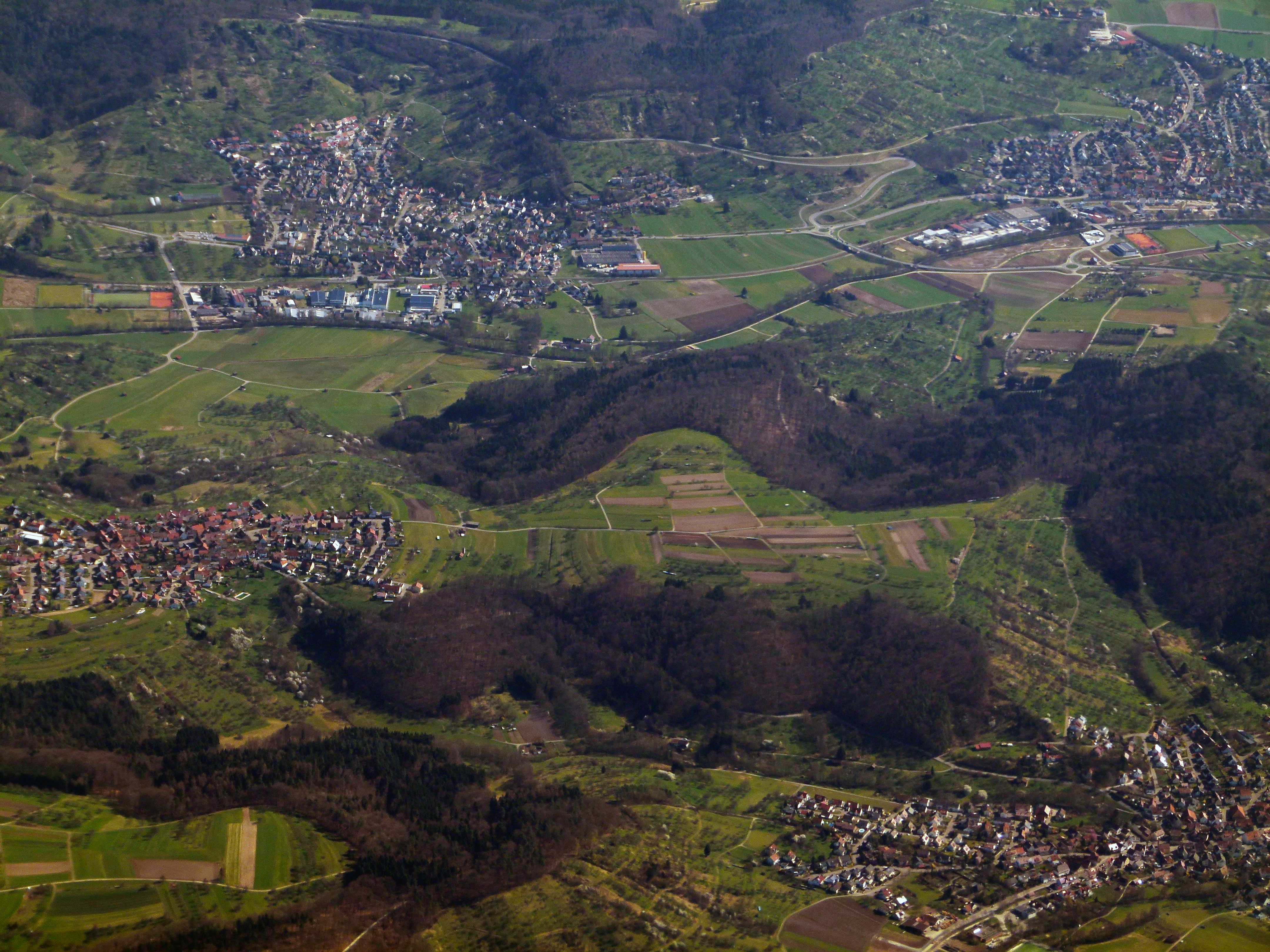
Buhlbronn, Haubersbronn, Schornbach

Schorndorf besteht aus der Kernstadt und den sieben im Rahmen der Gebietsreform der 1970er-Jahre als Stadtteilen eingegliederten Gemeinden Buhlbronn, Haubersbronn, Miedelsbach, Oberberken, Schlichten, Schornbach und Weiler/Rems. Zu einigen der Stadtteile gehören teilweise noch separat gelegene Wohnplätze mit besonderem Namen, Metzlinsweiler Hof zu Buhlbronn, Metzlinsweiler Mühle zu Haubersbronn, Unterberken zu Oberberken und Mannshaupten zu Schornbach.
In der Kernstadt werden zum Teil weitere Wohngebiete mit eigenem Namen unterschieden, deren Bezeichnungen sich im Laufe der Geschichte aufgrund der Bebauung ergeben haben, jedoch meist nicht genau abgrenzbar sind. Hierzu gehören beispielsweise Fuchshof und Grauhalde.
Die Stadtteile außer der Kernstadt bilden jeweils eine Ortschaft mit Ortschaftsrat im Sinne der baden-württembergischen Gemeindeordnung, und entsprechen den acht Gemarkungen im Stadtgebiet.
|  | Stadtteil/ Ortschaft/ Gemarkung | Zahl der Ortschafts- räte | Gemarkungs- Fläche Hektar | Einwohner | Ein- gemein- dung am |
|  | ------------------------------- | ------------------------- | ------------------------- | --------- | -------------------- |
|  | Schorndorf (Kernstadt)          | –                         | 2075,82                   | 25.899    | -                    |
|  | Buhlbronn                       | 8                         | 273,00                    | 814       | 1972-01-01           |
|  | Haubersbronn                    | 14                        | 481,71                    | 3.374     | 1975-01-01           |
|  | Miedelsbach                     | 12                        | 274,40                    | 2.091     | 1973-01-01           |
|  | Oberberken mit Unterberken      | 10                        | 1256,36                   | 1.489     | 1975-01-01           |
|  | Schlichten                      | 8                         | 437,67                    | 860       | 1973-01-01           |
|  | Schornbach mit Mannshaupten     | 10                        | 356,47                    | 1.861     | 1975-01-01           |
|  | Weiler                          | 14                        | 555,69                    | 4.262     | 1973-01-01           |

Stand der Einwohnerzahlen: 31. Januar 2021

### Wüstungen
Auf dem Stadtgebiet liegen die Wüstungen Ebersberglen, Fliegenhof, Hochingen, Schlössle Schlichten (Burg Heldenstein) und das Schlössle Unterberken (Burg Ebersberg).

### Flächenaufteilung
Nach Daten des Statistischen Landesamtes, Stand 2014.

### Raumplanung
Schorndorf ist ein Mittelzentrum innerhalb der Region Stuttgart, deren Oberzentrum Stuttgart ist. Zum Mittelbereich Schorndorf gehört der Süden und Osten des Rems-Murr-Kreises, d. h. das Rems- und Wieslauftal sowie angrenzende Gebiete. Im Einzelnen sind dies neben Schorndorf die Städte und Gemeinden Alfdorf, Kaisersbach, Plüderhausen, Remshalden, Rudersberg, Urbach, Welzheim und Winterbach.

## Geschichte

### Urgeschichte
Früheste Siedlungsspuren im Raum Schorndorf lassen sich bereits für die Mittelsteinzeit und wesentlich häufiger für die Jungsteinzeit belegen. Dagegen gibt es für eine Siedlungstätigkeit während der Metallzeit (Kupfer-, Bronze- und Eisenzeit) kaum belegte Funde.

### Römerzeit
In größerem Umfang sind archäologische Funde aus der Römerzeit bekannt. Unter Kaiser Antoninus Pius war ab der Mitte des 2. Jahrhunderts n. Chr. der Limes „vorverlegt“ worden und hatte seine äußerste Lage erreicht (Vorderer Limes).
Die Grenze des römischen Reichs verschob sich von der Neckar-Odenwald-Linie nach Osten. Es entstand der neue Teilabschnitt des obergermanischen Limes, der schnurgerade vom Kastell Lorch zum Kastell Miltenberg am Main verlief. Gleichzeitig wurde der Donaulimes bzw. der vorgelagerte Alblimes nach Norden verlegt und es entstand der neue Abschnitt des raetischen Limes vom Kastell Lorch bis zum Kastell Eining, wo er kurz vor Regensburg wieder auf den Donaulimes traf. Durch diese Vorverlagerung des Limes wurde das Remstal in die Provinzen Obergermanien (Germania superior) bzw. Raetia einbezogen. Die Grenze zwischen diesen beiden römischen Provinzen verlief östlich vom Kastell Lorch.
Im Zuge der Limesverlegung wurden neue Fernstraßen angelegt oder bestehende vorrömische Wegeverbindungen ausgebaut, insbesondere auch um das Kastell Cannstatt mit Kastell Welzheim und Kastell Aalen zu verbinden. Auf diese Straßen trafen im Bereich der heutigen Stadt Schorndorf wohl schon in römischer Zeit mehrere Verbindungsstraßen, deren exakter Verlauf allerdings nur annähernd bekannt ist.
In Schorndorf befand sich mutmaßlich eine Straßenkreuzung, an der sich ein ausgedehnter Straßenvicus entwickelte. Dieser konnte am nördlichen Rand des heutigen Schorndorfer Stadtgebietes mit Hilfe zahlreicher archäologischer Fundstellen nachgewiesen werden. Weitere Einzelfunde sind eine römische villa rustica im Gewann Schornbacher Straße, ein Stein-Flachbild von Maja und Merkur in der Grafenhalde sowie ein Steinbild von Merkur im Ramsbach.
Allerdings haben in jüngster Zeit Neubewertungen von Fundstücken, die bereits seit den 1950er-Jahren im Stadtmuseum lagern (Viergöttersteine), die Vermutung aufkommen lassen, dass es im Bereich der heutigen Schorndorfer Nordstadt „eine römische Siedlung größerer Art gegeben haben“ könnte und nicht nur einen Straßenvicus.

### Frühmittelalter
Etwas westlich vom römischen Fundgebiet wurden um 1955 bei Bauarbeiten am Christallerweg verstreute Grabbeigaben sowie alamannische Gräber gefunden, die teilweise in die römische Kulturschicht eingetieft waren. Die zeitliche Einordnung der Objekte umfasst einen Zeitraum von der Mitte des 6. Jahrhunderts bis in die Zeit um 700.
Obwohl es sich insgesamt nur um wenige Fundobjekte handelt, sind gleich mehrere Funde vertreten, die im südwestdeutschen Raum als Einzelstücke zu bezeichnen sind und daher von besonderem archäologischen Interesse sind. Mehrfach handelt es sich dabei um Gegenstände, die auf eine gehobene Stellung der Verstorbenen hindeuten könnten, was eine sozial differenzierte, größere Bevölkerungsgruppe voraussetzt, die das Gebiet über mehrere Generationen besiedelt hat. Eine den Gräbern zugehörige Siedlung muss sich in der Umgebung befunden haben, konnte aber nicht durch weitere Funde nachgewiesen werden.
Diese nicht näher lokalisierte frühmittelalterliche Siedlung nördlich der Rems ist vermutlich spätestens in der ersten Hälfte des 8. Jahrhunderts aufgegeben worden. Als Anlass wurde die Überschwemmungsgefahr durch Hochwasser der Rems vermutet.
Aus dem Umstand, dass im mittleren Remstal keine Siedlungen mit der Endung -ingen oder -heim vorhanden sind, ging die Forschung bislang davon aus, dass in dieser Region der frühmittelalterliche Siedlungsbeginn erst nach dem fränkischen Herrschaftsausbau einsetzte. Schorndorf wurde in der bisherigen Forschung als Siedlung des sogenannten älteren Landesausbaus angesehen, welcher in dieser Region zwischen dem 7. und 9. Jahrhundert datiert wird. Ein solcher zeitlicher Ansatz wird durch die Funde am Christallerweg, die bis ins 6. Jahrhundert zurückreichen, nun korrigiert.
Im 8. Jahrhundert entwickelte sich dann auf überschwemmungssicherem Gelände südlich der Rems, auf einem Schwemmsandkegel im Bereich der heutigen Stadtkirche, eine neue dörfliche Ansiedlung „uff dem Sand“ als Ursprung des mittelalterlichen Schorndorfs. Einen Hinweis auf eine Datierung gibt möglicherweise das Patrozinium der Kirche, welche den Heiligen Basilides, Cyrinus, Nabor, Nazarius und Celsus geweiht war. Dies lässt die Gründung der Kirche in der Zeit nach 765 n. Chr. annehmen.

### Hochmittelalter
Die erste schriftliche Erwähnung des Ortsnamens stammt aus dem Jahr 1235. In einer Urkunde, laut der ein Heinrich von Waldhausen und seine Frau Grundstücke in Urbach und Hülben an das Kloster Lorch gegen zwei lebenslängliche Pfründen übertragen, wird als Zeuge neben Anderen ein „Dietericus de Shorendorf“ aufgeführt. Derselbe taucht als „Dieterico de Sordorf“ in einer weiteren Urkunde des Klosters Adelberg von 1236 wiederum als Zeuge auf. Diesmal wird er als „ministerialis imperii“, also als (staufischer) Reichsdienstmann bezeichnet. Als dessen Dienstsitz (Ministerialenburg) wird der Vorgängerbau des heutigen Schlosses angenommen.
In den Folgejahren nutzte Graf Ulrich I. von Württemberg (Ulrich der Stifter) die zermürbenden Auseinandersetzungen Friedrichs II. mit dem Papst und dem oberitalienischen Städtebund, die eine nachhaltige Schwächung des Hauses Staufen verursachten, um seine eigene Hausmacht zu festigen und zu erweitern. Auch der Ort Schorndorf wurde von Ulrich wohl um 1250 erworben oder annektiert, wobei die genauen Umstände nicht bekannt sind. Unter Graf Ulrich entsteht im Anschluss an die Ministerialenburg die erste städtische Ansiedlung.

### Spätmittelalter
Die erste urkundliche Erwähnung als württembergische Stadt stammt aus dem Jahr 1262, als Ulrich dem Kloster Adelberg den zollfreien Durchgang durch seine Stadt Schorndorf („municipium nostrum Schorndorf“) und sein ganzes Gebiet gestattete. Die Stadt wurde ausgebaut und befestigt, um die württembergische Herrschaft gegen den staufischen Restbesitz im Osten abzusichern. Die erste Erwähnung des Gerichts in Schorndorf („judices iurati“) sowie die früheste Erwähnung von Stadtmauern („muros opidi“) stammt von 1299, wobei die Mauern zunächst nur den zwischen Marktplatz und Burgschloss gelegenen Teil der heutigen Altstadt umfassten. Das westlich gelegene Dorf „uff dem Sand“ blieb als Vorstadt außerhalb der Mauern.
Erst im Laufe des 14. Jahrhunderts wurde die Vorstadt mit Kirche und Kirchhof in die Ummauerung einbezogen. Zwischen dieser sogenannten Unterstadt und der östlichen, sogenannten Oberstadt, wurde im Laufe des 14. und 15. Jahrhunderts der noch bestehende Graben aufgefüllt und der Marktplatz angelegt.
Die Grafschaft Württemberg verfolgte über mehrere Generationen eine aggressive Expansionspolitik und geriet immer wieder in Konflikt mit dem Reich und den Reichsstädten, die dieser Expansion entgegenstanden. Die Festung Schorndorf stellte das Eingangstor nach Württemberg von Osten dar und war daher mehrfach Schauplatz von Begegnungen und Auseinandersetzungen.
Während des Reichskriegs (1311–1312), den Kaiser Heinrich VII. gemeinsam mit einigen Reichsstädten gegen den Württemberger Grafen Eberhard den Erlauchten führte, verlor dieser fast sein ganzes Land. Auch Schorndorf wurde belagert, erobert und der Reichsstadt Esslingen übergeben, die im Reichskrieg eine Hauptfeindin des Grafen Eberhard war. Nur der Tod des Kaisers und die politische Situation nach der Königswahl 1314 mit Ludwig IV. als König und Friedrich dem Schönen als Gegenkönig verhinderten die totale Niederlage Württembergs. Eberhard I. taktierte danach geschickt zwischen König und Gegenkönig, so dass er die territorialen Verluste nicht nur ausgleichen, sondern weitere Gebiete hinzugewinnen konnte, und auch Schorndorf kam wieder zu Württemberg.
1316 lagerte Ludwig IV. vor den Schorndorfer Mauern, ohne jedoch die Stadt anzugreifen, auf seinem Weg nach Esslingen, wo er sich mit seinem Vetter und Rivalen Friedrich dem Schönen in einer Schlacht begegnete.
Eberhards Sohn und Nachfolger, Graf Ulrich III. von Württemberg, gelang es, durch diplomatisches Geschick mit beiden Königen ohne offene Konflikte auszukommen. Nach dem Tod Friedrichs erhielt er von Ludwig das Reichsamt des niederschwäbischen Landvogts. Das damit erlangte politische Gewicht auf Reichsebene, seine regionale Bündnispolitik und das Heiratsgut und Erbe seiner Gattin ermöglichten es dem umsichtig agierenden Ulrich, das württembergische Territorium während seiner Regierungszeit ohne Kampfhandlungen deutlich zu vergrößern. Im Jahr 1336 erhielt er von Ludwig IV., inzwischen zum Kaiser gekrönt, und auch als Ludwig der Bayer bekannt, das prestigeträchtige Amt des Vorstreiters und Reichssturmfähnrichs. In dieser Zeit blieben auch der Festung Schorndorf Kampfhandlungen erspart.
Im August 1347 hielt sich Ludwig IV. erneut in Schorndorf auf, diesmal in friedfertiger Absicht. Wenige Monate später, im Dezember 1347, wurde dessen Nachfolger König Karl IV. in der Stadt empfangen. Beide stellten in Schorndorf etliche Urkunden aus, was die Bedeutung der Stadt unterstreicht.
Unter der Regentschaft der Söhne Ulrichs III., der Grafen Eberhard II. (der Greiner) und dessen anfangs mitregierender Bruder Ulrich IV. flammten die Streitigkeiten Württembergs mit den Reichsstädten und dem Reich wieder auf. Die beiden Grafenbrüder missbrauchten die Macht, die sie durch das ihnen vom Kaiser verliehene Amt des Landvogts besaßen, und unterdrückten die in ihrem Bezirk gelegenen Reichsstädte. Wegen dieser Übergriffe und wegen ihrer Weigerung, seine Friedenspolitik zu unterstützen, sah sich Karl IV. gezwungen, mit Unterstützung der Reichsstädte ein Reichsheer gegen Württemberg aufzubieten. Der Kaiser marschierte über Aalen in das Remstal ein und bei Schorndorf kam es zur kriegerischen Auseinandersetzung (Schlacht bei Schorndorf von 1360). Nach anfänglich unentschiedenem Verlauf gaben die frischen Nachschubkräfte, über die Kaiser Karl IV. verfügte, den Ausschlag. Die beiden Grafenbrüder zogen sich in die Festung Schorndorf zurück, welche vom Kaiser belagert wurde. Nach wenigen Tagen, nachdem Karl IV. das Umland verwüsten ließ, gaben die Württemberger Grafen endlich auf und unterwarfen sich dem Kaiser. Auf Vermittlung der Bischöfe von Speyer, Augsburg und Konstanz kam es zu einem Friedensschluss, wobei sich Karl mit sehr mäßigen Friedensbedingungen begnügte.
Auf Eberhard den Greiner folgte an der Spitze des Hauses Württemberg sein Enkel Graf Eberhard III. (der Milde). Dessen Regierungszeit war geprägt durch eine friedenserhaltende Bündnispolitik mit den benachbarten Fürstenhäusern und Reichsstädten. Dies bescherte auch Schorndorf eine ruhigere Zeit ohne größere Kampfhandlungen. Nach dem Ableben von Eberhard III. (* 1362; † 1417) diente Schorndorf seiner Witwe Elisabeth, geb. Burggräfin von Nürnberg, als Witwensitz, auf dem sie im Jahr 1430 hochverschuldet verschied.
Im Jahr 1431 bewirtete die Stadt den König und späteren Kaiser Sigismund und den päpstlichen Legaten, Kardinal Julian.

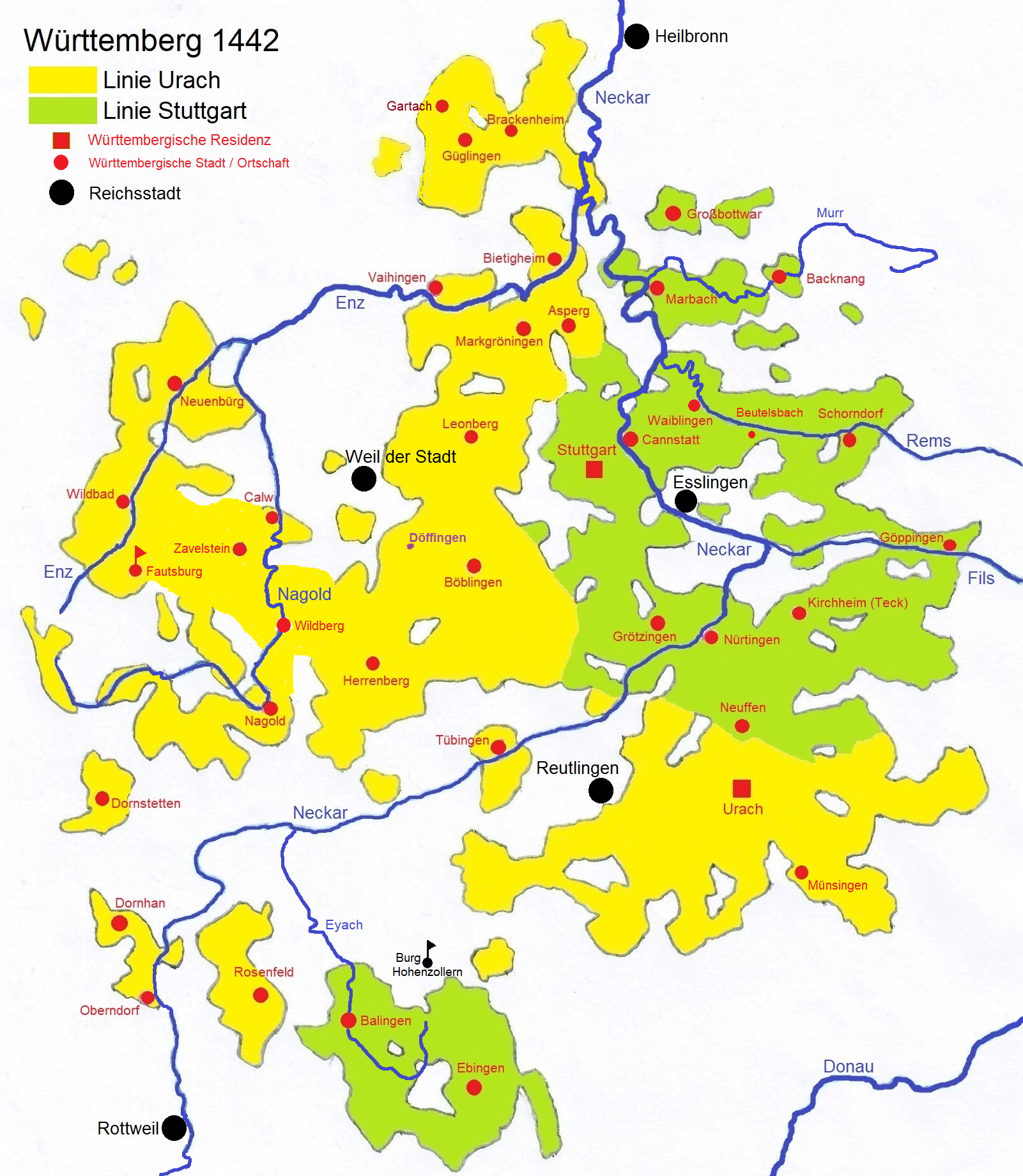
Karte der Teilung Württembergs durch den Nürtinger Vertrag 1442

Unter den Grafenbrüdern Ludwig I. und Ulrich V. kam es im Jahr 1441 zu einer Teilung des Landes, die am 23. April 1441 beurkundet wurde. Ulrich erhielt den östlichen und nördlichen Landesteil mit der Residenzstadt Stuttgart, Ludwig den westlichen und südlichen Landesteil mit der Residenzstadt Urach. Schorndorf gehörte somit künftig zu Württemberg-Stuttgart. Die Teilung, die ursprünglich auf vier Jahre befristet worden war, wurde bereits am 25. Januar 1442 durch den Nürtinger Vertrag als unbegrenzte Teilung festgeschrieben.
Am 6. Juli 1446 schlossen Ludwig I. und Ulrich V. mit Erzbischof Dietrich von Mainz, Pfalzgraf Ludwig IV., Herzog Albrecht VI. von Österreich und weiteren Fürsten in Schorndorf ein Bündnis auf zwei Jahre, um die Straßenräubereien in ihren Landen zu verhindern.
Als Graf Ulrich V. von Württemberg sich den 9. Juli 1449 mit Margarethe von Savoyen, Witwe von Pfalzgraf Ludwig IV., vermählte, verschrieb er ihr für ihr reiches Beibringen die Einkünfte der Stadt und des Amtes Schorndorf „und ließ ihr allda huldigen“. Dass Margarethe damit auch faktisch als die eigentliche Herrin über Stadt und Amt Schorndorf verfügte, zeigte sich darin, dass sie 1454 das Dorf Weiler bei Schorndorf einem gewissen Konrad von Lomersheim auf dessen Lebenszeit verschrieb.
Von 1477 bis 1501 wurde die Stadtkirche nach Plänen von Aberlin Jörg errichtet.
Mit dem Münsinger Vertrag von 1482 und dem Esslinger Vertrag von 1492 konnten Graf Eberhard im Bart (Württemberg-Urach) und Eberhard VI. (Württemberg-Stuttgart) die Teilung des Landes wieder aufheben. Die Unteilbarkeit des Landes und die Primogenitur (Erstgeburtsrecht) in Württemberg wurden rechtsverbindlich festgelegt und so eine wichtige Voraussetzung für die spätere Erhebung Württembergs zum Herzogtum geschaffen. Ab 1495 wurde Schorndorf Teil des neugeschaffenen Herzogtums Württemberg.

### 16. und 17. Jahrhundert

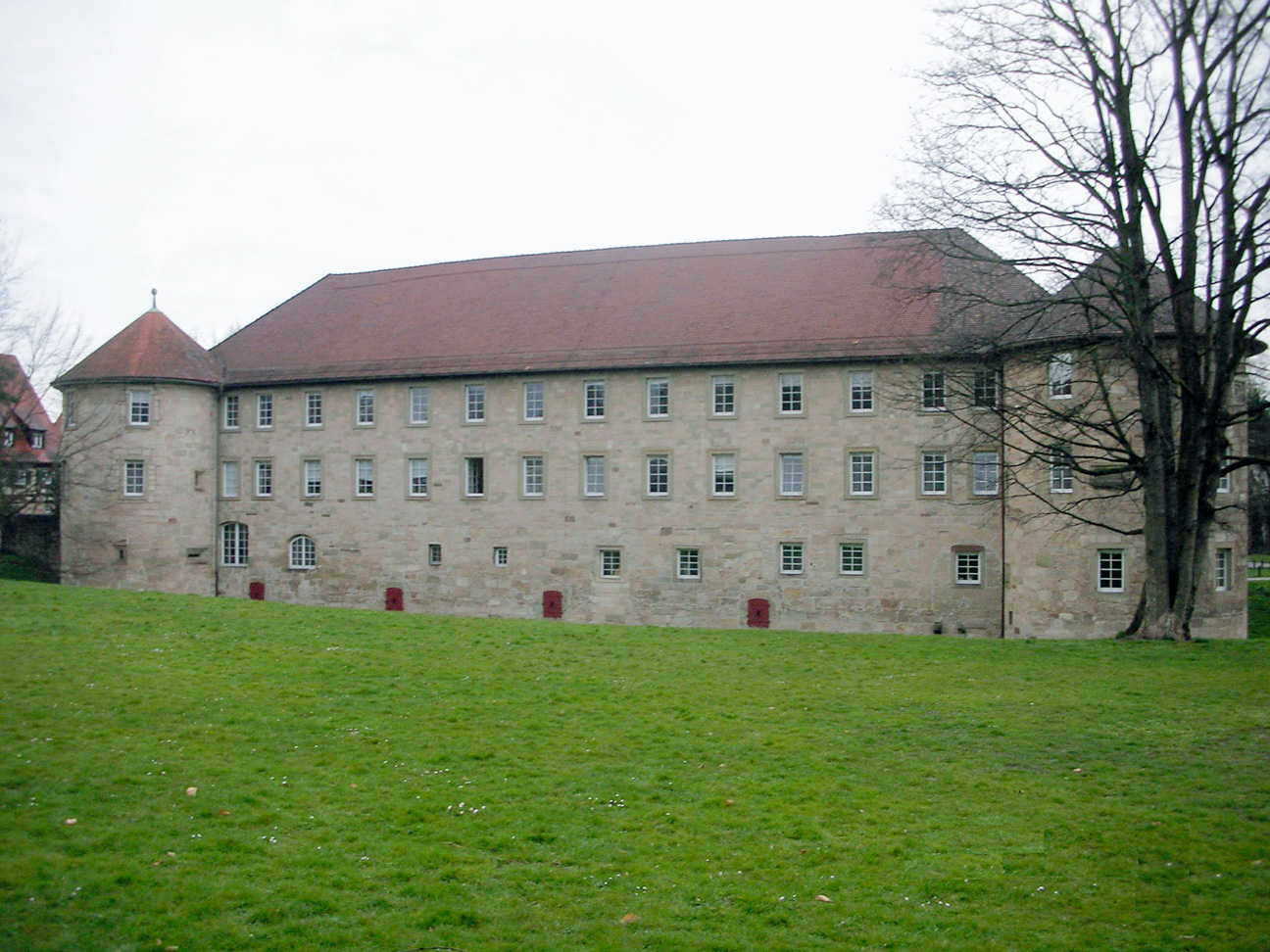
Das Burgschloss in Schorndorf, das Eckpfeiler der Festung war

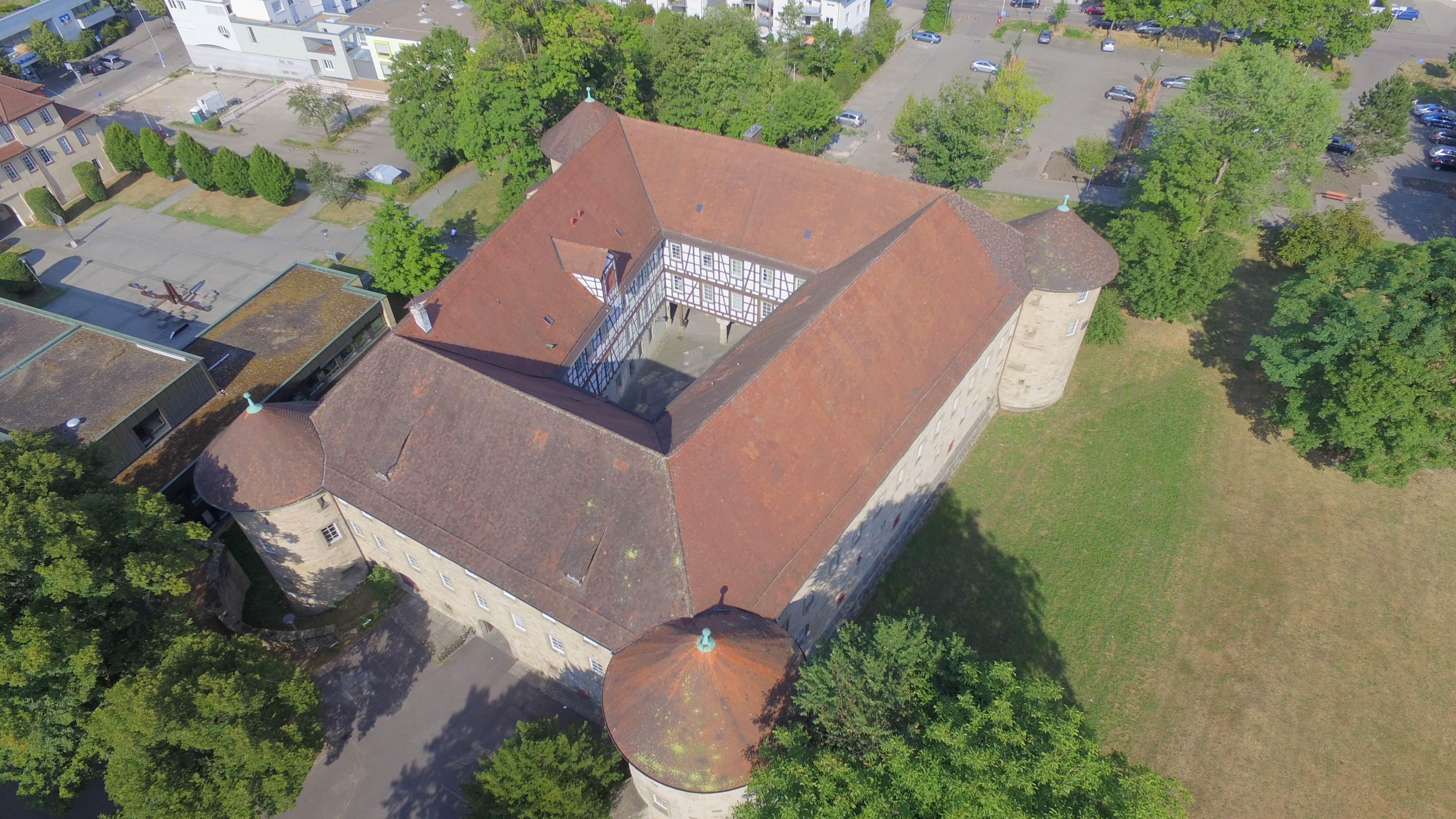
Luftaufnahme des Schlosses in Schorndorf (heute Amtsgericht) aus Richtung Südwest

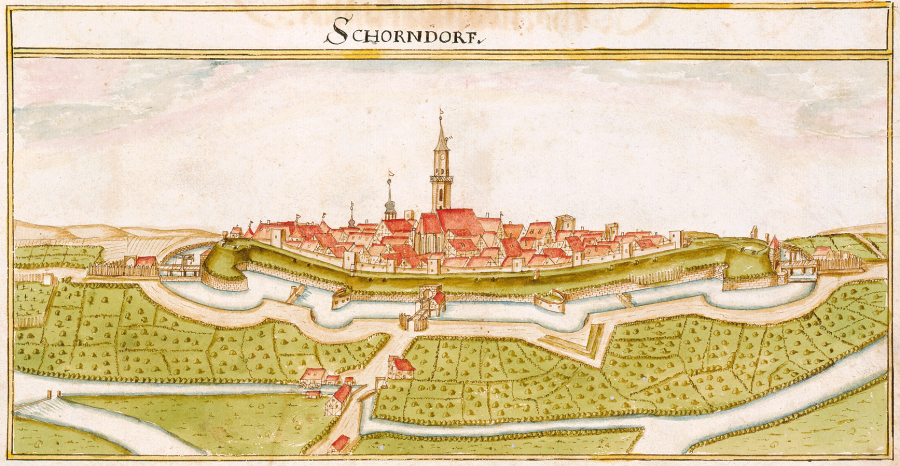
Ansicht von Schorndorf im Jahr 1685, Kiesersche Forstkarte

1514 fand in Schorndorf ein Strafgericht gegen die ergriffenen Teilnehmer und Anführer des Armen Konrads statt, verbunden mit grausamen Folterungen, Brandmarkungen und publikumswirksamen Enthauptungen. 1519 musste sich Schorndorf den Truppen des Schwäbischen Bundes ergeben, die Württemberg eroberten und Herzog Ulrich aus seinem Land vertrieben. Somit stand auch Schorndorf wie ganz Württemberg von 1519 bis 1534 unter der Herrschaft der Habsburger. Nach der Rückkehr Herzog Ulrichs gemäß dem Vertrag von Kaaden wurde in Württemberg die Reformation durchgeführt und deshalb war Schorndorf seither eine evangelisch geprägte Stadt. Noch unter Herzog Ulrich wurde Schorndorf 1538 bis 1544 zur württembergischen Landesfestung ausgebaut. 1634 brannte Schorndorf nach der Besetzung durch kaiserliche Truppen unter Walter Butler fast vollständig ab. Auch die Stadtkirche war ausgebrannt und wurde bis zum Jahr 1655 wieder hergestellt. 1688 verhinderten die Weiber von Schorndorf unter der Führung von Anna Barbara Walch (nachmals Künkelin) die Übergabe der Festung an französische Truppen unter General Mélac. 1690 kam es wieder zu einem Brand in der Stadt.

### 18. und 19. Jahrhundert

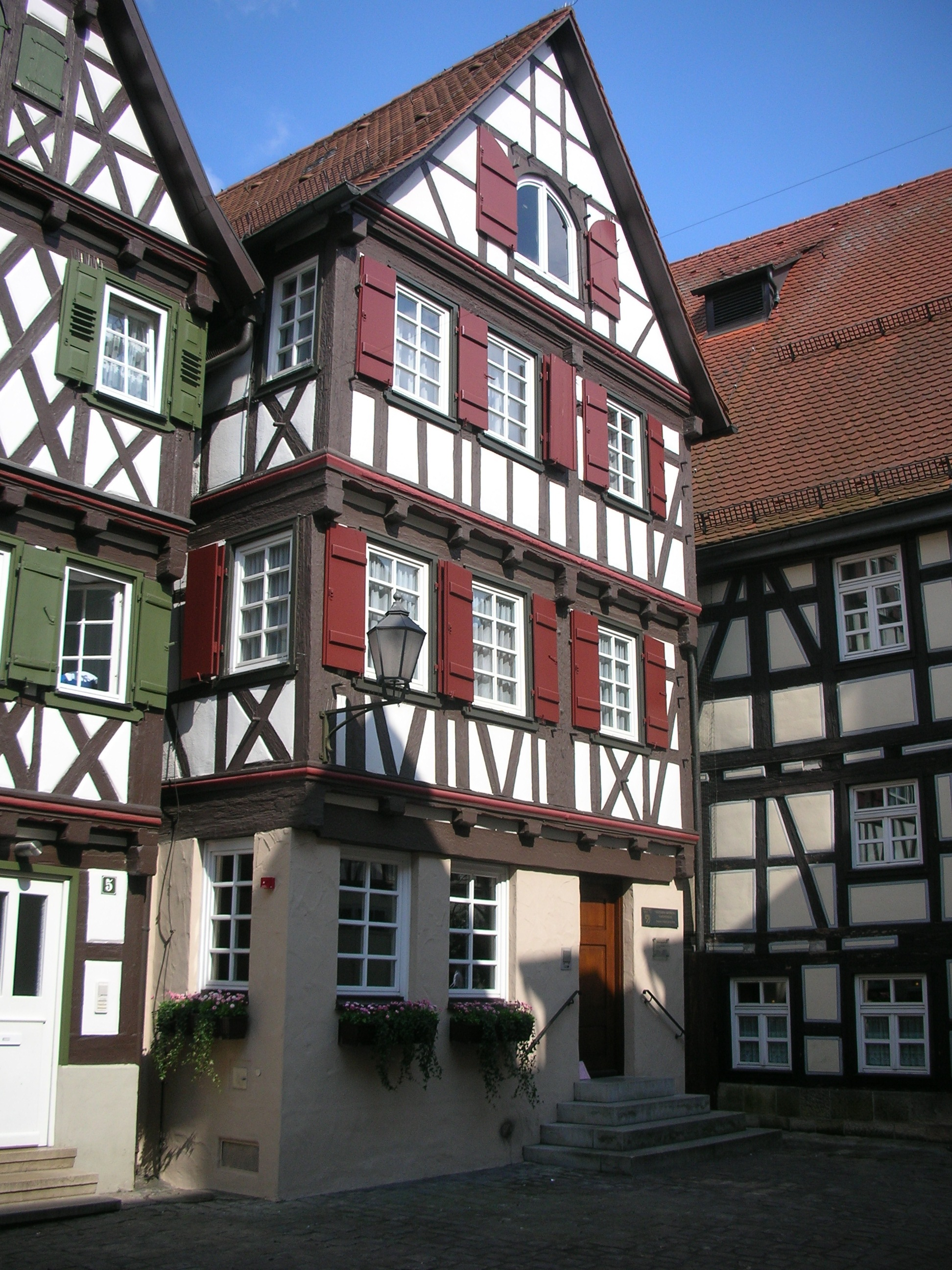
Gottlieb-Daimler-Geburtshaus in der Höllgasse

1707 wurde die Stadt von den Franzosen belagert und eingenommen. Nach der Brandkatastrophe von 1743 wurde die Stadt in landestypischer Fachwerkbauweise neu errichtet. 1759 wurde das Amt Schorndorf zum Oberamt erhoben. Im Jahre 1806, als das Königreich Württemberg entstand, wurde im Zuge einer Neuorganisation das Oberamt Schorndorf durch Abgabe einiger Gemeinden an die Nachbarämter verkleinert. In den Jahren von 1811 bis 1880 wurden die Festungsmauern und Wälle um Schorndorf nahezu vollständig abgerissen. Am 17. März 1834 kam Gottlieb Daimler, der Erfinder des ersten schnelllaufenden leichten Benzinmotors, in der Höllgasse zur Welt. 1861 wurde die Remstalbahn eröffnet und Schorndorf somit Bahnstation im Netz der Württembergischen Eisenbahn. Im Jahre 1896 erfolgte der Anschluss an eine zeitgemäße Versorgung mit fließendem Wasser und 1899 ging das Elektrizitätswerk in Betrieb.

### 20. Jahrhundert

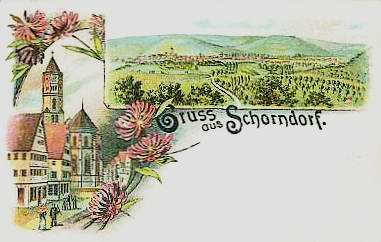
Schorndorf um 1900

Mit der Kreisneugliederung in Württemberg zur NS-Zeit wurde 1938 das Oberamt Schorndorf aufgelöst. Das gesamte Schorndorfer Umland kam zum Landkreis Waiblingen.
In der NS-Zeit wurden politische Gegner im Ort verfolgt. Zu ihnen gehörten der sozialdemokratische Stadtrat Gottlob Kamm, der im KZ Oberer Kuhberg interniert wurde, sowie der SPD-Ortsvorsitzende und Gewerkschaftsfunktionär Heinrich Talmon Groß, der 1945 im KZ Dachau an unmenschlichen Haftbedingungen gestorben ist. Die Stadt ehrt ihr Andenken mit Straßennamen und Stolpersteinen.
Am 13. März 1943 wurde der Fabrikarbeiter und Sinto Rudolf Guttenberger mit seinen Eltern Johanne und Anton und seinen sechs Geschwistern nach Auschwitz deportiert. Er war ein Opfer der Versuche von Otto Bickenbach. Während seine Familie sofort vergast wurde, überlebte er die Lager. Seit Herbst 1943 beherbergte das Burgschloss eine für die politisch-polizeiliche Abwehr und die Steuerung von V-Personen zuständige Stelle der Stapoleitstelle Stuttgart. Außerdem wurde dorthin die Bibliothek der Gestapo in Sicherheit gebracht.
In den letzten Monaten des Zweiten Weltkriegs war der Schorndorfer Abschnitt der Remsbahn wiederholt Ziel alliierter Bombardements, welche darauf abzielten, diese wichtige Eisenbahnstrecke unbrauchbar zu machen. Bei Schorndorf kam es während dieser Zeit außerdem zu einem US-amerikanischen Tieffliegerangriff auf einen in Richtung Stuttgart fahrenden Personenzug, wobei sowohl der Lokomotivführer als auch der Heizer ums Leben kamen.
Kurz vor Kriegsende 1945 standen US-amerikanische Truppen vor den Toren Schorndorfs, während die örtlichen Wehrmachtsverbände fest zur Verteidigung der Stadt entschlossen waren. Letztendlich gelang es aber dem späteren Ehrenbürger Walter Arnold, eine kampflose Übergabe der Stadt an die Amerikaner zu erreichen, wodurch die historische Bausubstanz Schorndorfs von Kampfhandlungen verschont und bis heute erhalten blieb.
1945 wurde Schorndorf Teil der Amerikanischen Besatzungszone und gehörte somit zum neu gegründeten Land Württemberg-Baden, das 1952 im heutigen Bundesland Baden-Württemberg aufging. Nach dem Krieg kehrte Rudolf Guttenberger mit dem einzigen überlebenden Bruder Albert nach Schorndorf zurück und eröffnete 1948 ein Textilgeschäft. An den Folgen der Versuche im KZ Natzweiler leidend, wurde sein 1961 eingereichtes Entschädigungsgesuch abgelehnt.
Die Einwohnerzahl Schorndorfs überschritt 1963 die 20.000-Marke. Daraufhin stellte die Stadtverwaltung den Antrag auf Erhebung zur Großen Kreisstadt, was die Landesregierung von Baden-Württemberg mit Wirkung vom 1. Januar 1967 beschloss. In den Jahren von 1972 bis 1975 wurden sieben umliegende Gemeinden eingegliedert und bei der Kreisreform in Baden-Württemberg zum 1. Januar 1973 kam Schorndorf zum neuen Rems-Murr-Kreis.
1981 eröffneten der Verkehrs- und Tarifverbund Stuttgart und die Deutsche Bundesbahn die S-Bahnstrecke von Stuttgart nach Schorndorf.

### 21. Jahrhundert

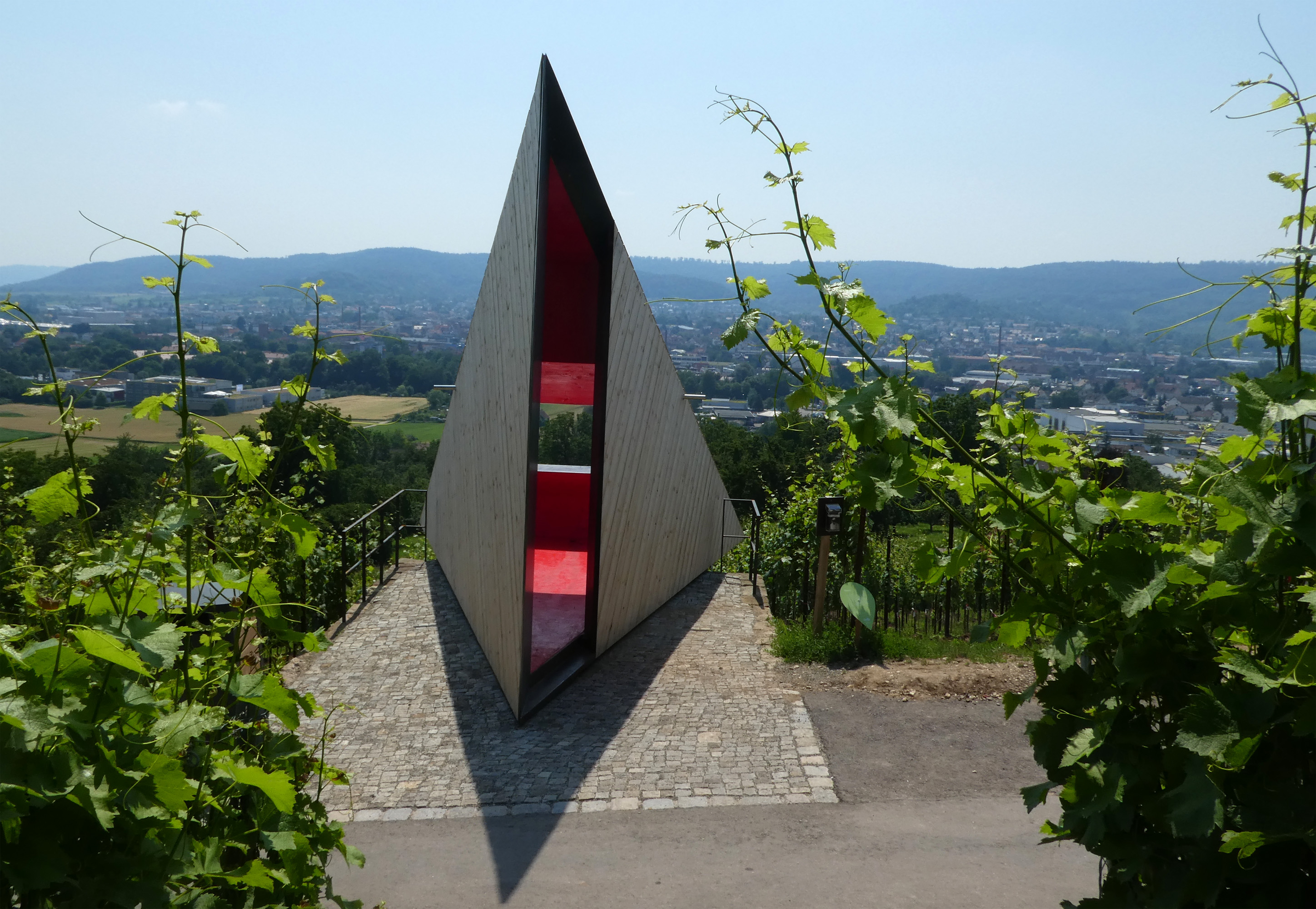
Prisma auf dem Grafenberg (Station 8 des Grünprojekts Remstal 2019)

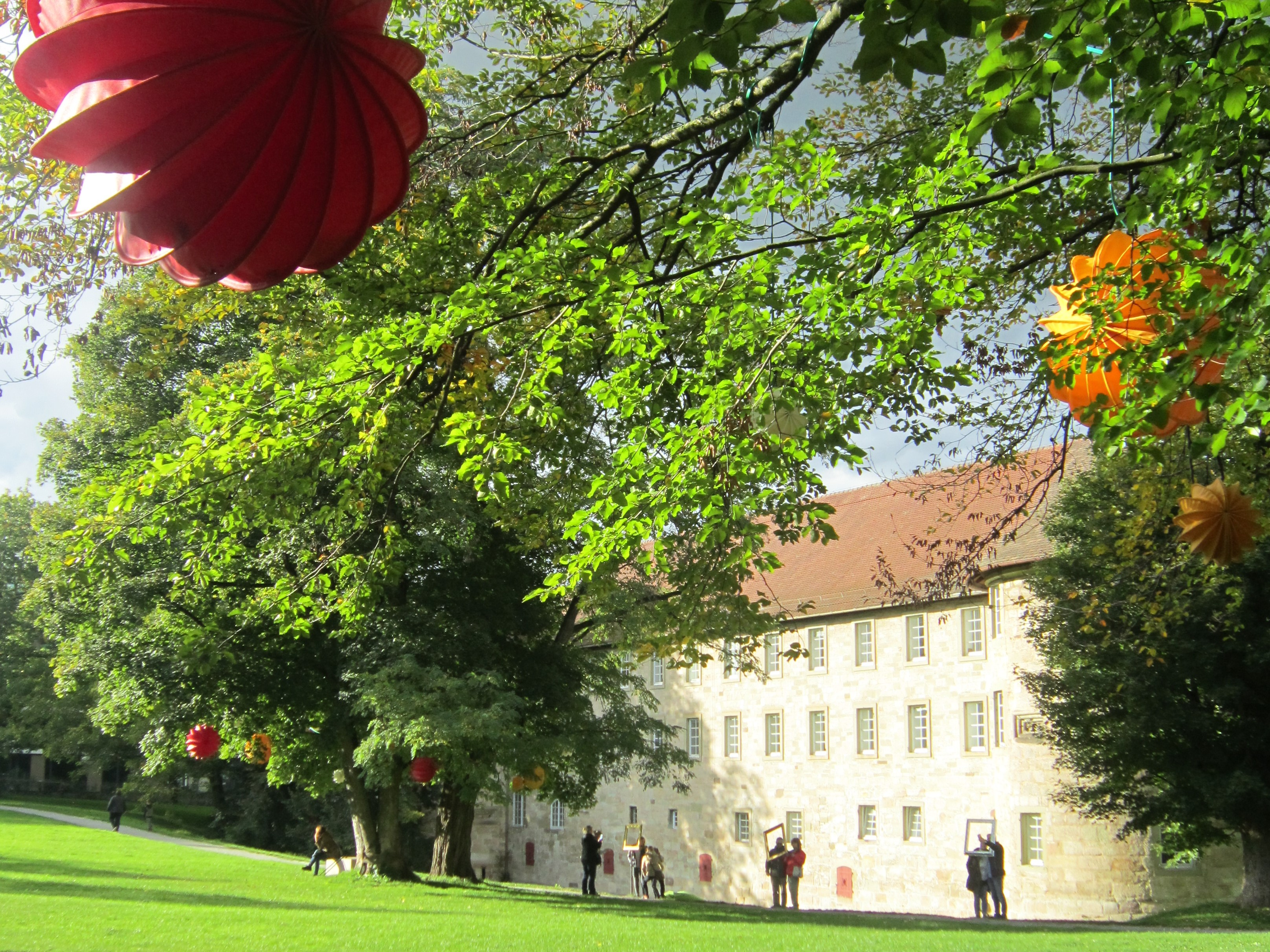
Park des Burgschlosses während des Grünprojekts

Im Jahr 2005 fanden in Schorndorf die Heimattage Baden-Württemberg statt.
Schorndorf war eine der 16 Städte und Gemeinden im Remstal, die an der Remstalgartenschau 2019 teilnahmen. Jede teilnehmende Kommune steuerte eine Skulptur bzw. ein Bauwerk bei. In Schorndorf wurde die Skulptur „Prisma“ installiert. Darüber hinaus wurden Straßen und Parks ausgeschmückt und aufgewertet und die Rems abschnittsweise renaturiert.
Vom Hochwasser in Süddeutschland 2024 war auch Schorndorf betroffen. Zwei Personen starben beim Versuch, ihren Keller auszupumpen.

### Eingemeindungen
Folgende Gemeinden wurden in die Stadt Schorndorf eingemeindet:
- 1. Januar 1972: Buhlbronn[37]
- 1. Januar 1973: Miedelsbach, Schlichten und Weiler/Rems (bis zum 16. Juli 1964 nur Weiler)[37]
- 1. Januar 1975: Haubersbronn, Oberberken mit Unterberken und Schornbach mit Mannshaupten[38]

### Wappen der ehemaligen Gemeinden
| Buhlbronn | Haubersbronn | Miedelsbach | Oberberken | Schlichten | Schornbach | Weiler/Rems |

### Einwohnerentwicklung

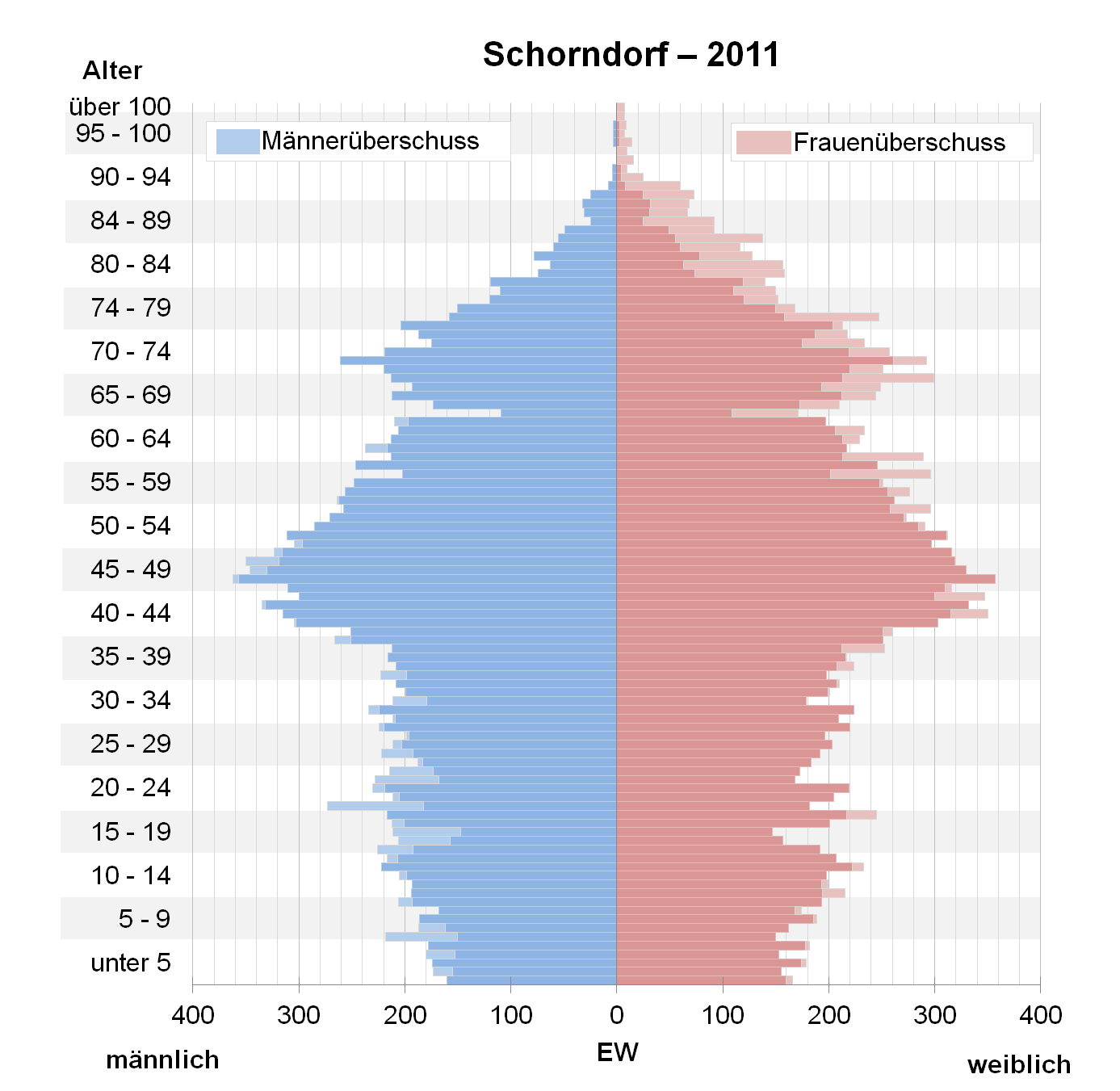
Bevölkerungspyramide für Schorndorf (Datenquelle: Zensus 2011)

Die Zahlen vor 1871 stammen aus unterschiedlichen Quellen und sind teilweise als Schätzungen anzusehen. Sie beziehen sich alleinig auf die Kernstadt.
| Jahr | Art | Quelle | Einwohner | Anm.   |
| ---- | --- | ------ | --------- | ------ |
| 1463 |     |        | ca. 2.000 |        |
| 1514 |     |        | ca. 3.000 |        |
| 1550 |     | [ 40 ] | ca. 4.200 |        |
| 1618 |     |        | ca. 5.000 |        |
| 1701 |     | [ 40 ] | 2.132     | [ 41 ] |

| Jahr        | Art | Quelle | Einwohner | Anm. |
| ----------- | --- | ------ | --------- | ---- |
| 1739        |     | [ 40 ] | 2.593     |      |
| 1758        |     | [ 40 ] | 2.744     |      |
| 1801        |     | [ 40 ] | 3.193     |      |
| 1. Nov 1832 |     | [ 40 ] | 3.776     |      |
| 3. Dez 1846 |     | [ 40 ] | 3.893     |      |
| 3. Dez 1848 |     | [ 40 ] | 3.973     |      |

Die Zahlen der nachfolgenden Tabelle für die Jahre von 1870 bis 1970 entsprechen ebenfalls der tatsächlichen Einwohnerzahl der Kernstadt von Schorndorf nach dem alten Gebietsstand ohne die Eingemeindungen der 1970er-Jahre:
| Jahr | Einwohner |
| ---- | --------- |
| 1871 | 3.622     |
| 1880 | 4.167     |
| 1890 | 4.741     |
| 1900 | 5.737     |
| 1910 | 6.760     |
| 1925 | 7.370     |

| Jahr | Einwohner |
| ---- | --------- |
| 1933 | 8.169     |
| 1939 | 8.918     |
| 1950 | 13.801    |
| 1956 | 15.913    |
| 1961 | 18.774    |
| 1970 | 21.136    |

Ab 1871 stammen die Zahlen aus Volkszählungen (VZ) oder aus amtlichen Fortschreibungen der jeweiligen statistischen Ämter (F). Im Jahr 2011 wurde keine Volkszählung, sondern ein Zensus (Ze) durchgeführt (Erfassung auf der Grundlage einer Stichprobe). Die Zahlen beziehen sich nur auf Personen mit Hauptwohnsitz in Schorndorf.
In der nachfolgenden Tabelle sind die Einwohnerzahlen bezogen auf den heutigen Gebietsstand von Schorndorf nach den Eingemeindungen der 1970er-Jahre und erscheinen deshalb rückgerechnet deutlich höher als nur in der Kernstadt:
| Jahr         | Art | Quelle | Einwohner | Anm. |
| ------------ | --- | ------ | --------- | ---- |
| 1. Dez 1871  | VZ  | [ 43 ] | 7.672     |      |
| 1. Dez 1890  | VZ  | [ 43 ] | 8.777     |      |
| 1. Dez 1900  | VZ  | [ 43 ] | 9.704     |      |
| 1. Dez 1910  | VZ  | [ 43 ] | 10.884    |      |
| 16. Jun 1925 | VZ  | [ 43 ] | 11.568    |      |
| 16. Jun 1933 | VZ  | [ 43 ] | 12.319    |      |
| 17. Mai 1939 | VZ  | [ 43 ] | 13.186    |      |
| 13. Sep 1950 | VZ  | [ 43 ] | 19.942    |      |
| 6. Jun 1961  | VZ  | [ 44 ] | 26.384    |      |
| 27. Mai 1970 | VZ  | [ 44 ] | 31.149    |      |
| 31. Dez 1975 | F   | [ 44 ] | 32.918    |      |

| Jahr         | Art | Quelle | Einwohner | Anm.   |
| ------------ | --- | ------ | --------- | ------ |
| 31. Dez 1980 | F   | [ 44 ] | 33.631    |        |
| 25. Mai 1987 | VZ  | [ 44 ] | 35.759    |        |
| 31. Dez 1990 | F   | [ 44 ] | 37.687    |        |
| 31. Dez 1995 | F   | [ 44 ] | 38.005    |        |
| 31. Dez 2000 | F   | [ 44 ] | 38.852    |        |
| 31. Dez 2005 | F   | [ 44 ] | 39.305    |        |
| 31. Dez 2010 | F   | [ 44 ] | 39.236    |        |
| 9. Mai 2011  | Ze  | [ 44 ] | 38.351    | [ 45 ] |
| 31. Dez 2015 | F   | [ 44 ] | 39.172    |        |
| 31. Dez 2020 | F   | [ 44 ] | 39.785    |        |

## Religion

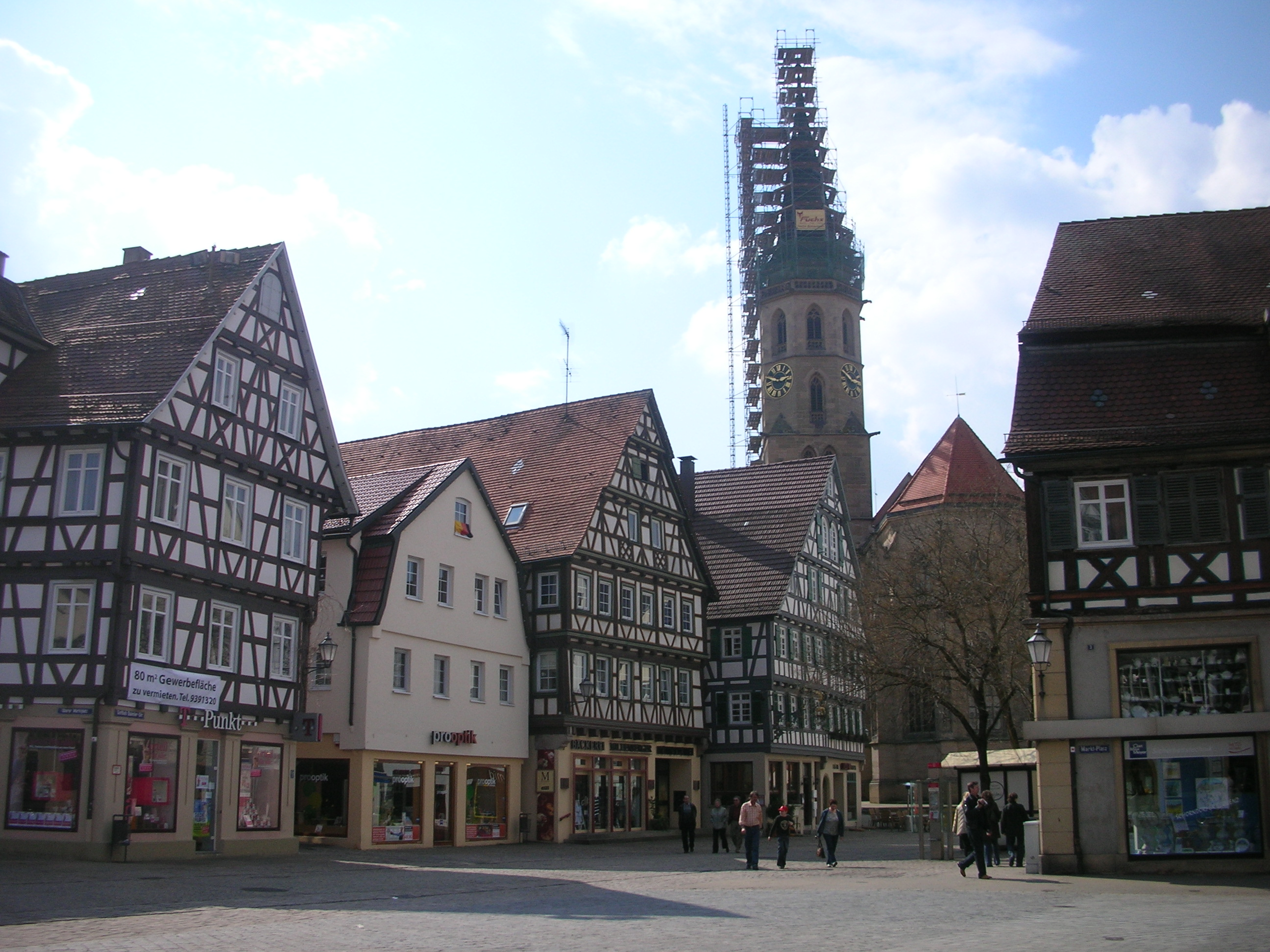
Blick vom Marktplatz auf die Stadtkirche

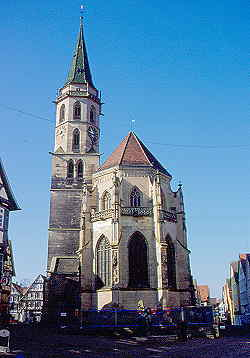
Evangelische Stadtkirche (Schorndorf)

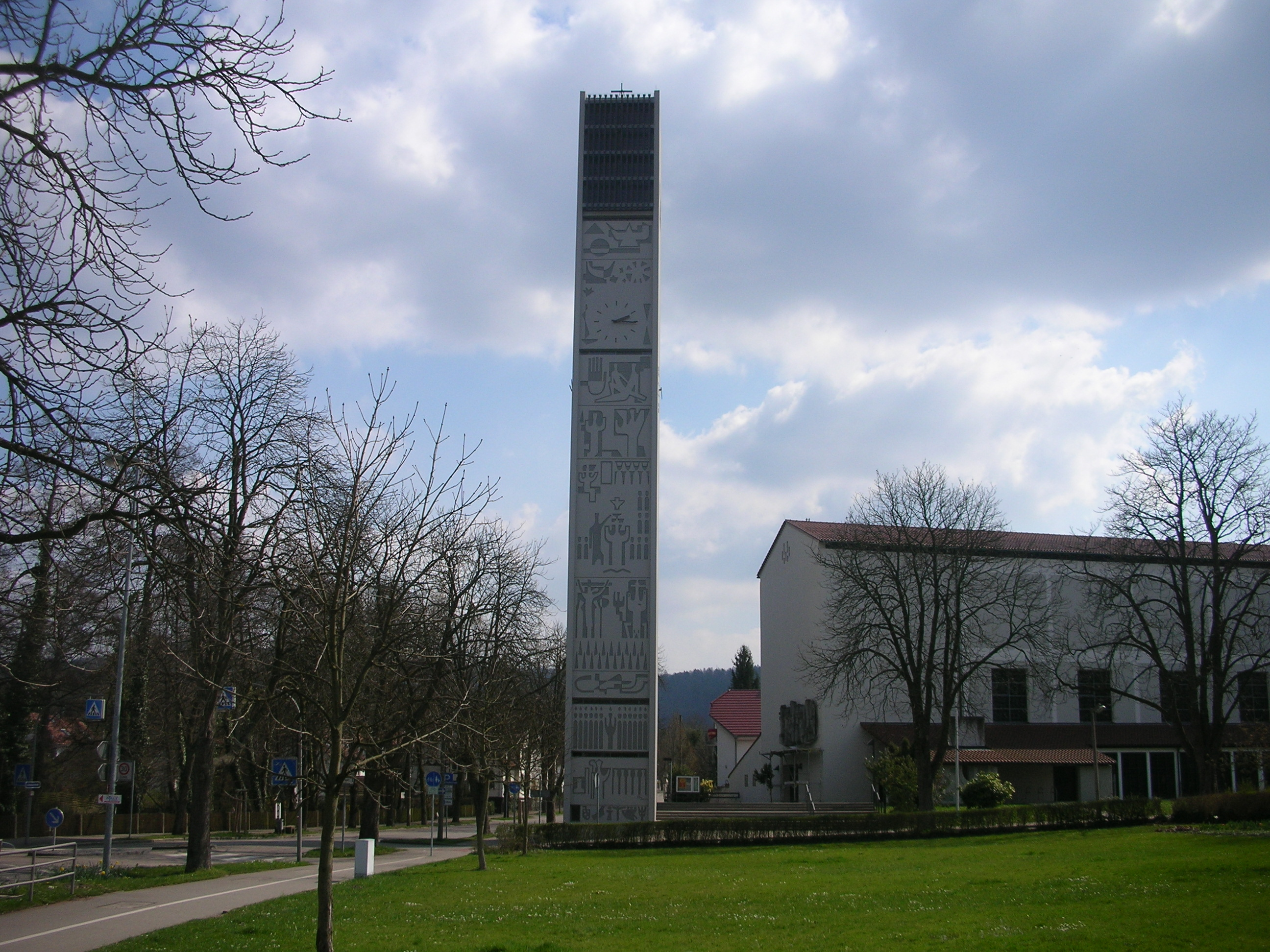
Heilig-Geist-Kirche

Die Schorndorfer Christenheit gehörte im Mittelalter zum Bistum Konstanz und war dem Archidiakonat ante nemus (Schwarzwald) zugeordnet.

### Evangelische Landeskirche
Infolge der Zugehörigkeit zum Herzogtum Württemberg wurde wie im übrigen Württemberg ab 1534 die Reformation eingeführt. Danach war Schorndorf über viele Jahrhunderte eine überwiegend protestantische Stadt. Sie wurde auch bald Sitz eines Dekanats (siehe Kirchenbezirk Schorndorf) innerhalb der Evangelischen Landeskirche in Württemberg. Ursprünglich gab es nur die Stadtkirchengemeinde Schorndorf, zu der neben der Pfarrkirche mehrere Kapellen gehörten. Als die Gemeinde durch Zuzug stark anwuchs, wurden 1971 die Pauluskirchengemeinde (Kirche von 1966) und die Versöhnungskirchengemeinde (Kirche von 1990) abgetrennt. Alle drei Kirchengemeinden bilden aber weiterhin die Evangelische Gesamtkirchengemeinde Schorndorf. Eng verbunden mit der Gesamtkirchengemeinde ist der CVJM Schorndorf, der zwar ein selbstständiger Verein ist, jedoch von der Gesamtkirchengemeinde mit der Jugendarbeit beauftragt wurde.
Daneben existiert noch eine große Gemeinde des Süddeutschen Gemeinschaftsverbands (SV), die innerhalb der Evangelischen Landeskirche Württemberg verortet ist, jedoch eigenständig und finanziell unabhängig von dieser agiert.
Auch die heutigen Stadtteile Schorndorfs gehörten früher zur Württemberg und sind daher überwiegend protestantisch.
Die Gemeindeglieder von Buhlbronn gehörten zunächst zur Pfarrei Buoch, dann zu Oppelsbohm und seit 1890 zur Kirchengemeinde Schornbach, das schon früh eine eigene Pfarrei wurde. Seit 1971 besitzt Buhlbronn eine eigene Kirche, die Friedenskirche. Haubersbronn bildet eine eigene Kirchengemeinde. Miedelsbach gehörte zunächst zu Lorch, dann zu Oberurbach, teilweise auch zu Haubersbronn, von 1807 bis 1989 zur Nachbargemeinde Steinenberg (Gemeinde Rudersberg), und ist seit 1989 eine eigenständige Kirchengemeinde, die seit 1967 eine eigene Kirche, die Christuskirche, hat.
Oberberken gehörte zunächst ebenfalls zu Lorch, später zur Pfarrei Hundsholz und 1859 wurde der Ort zusammen mit Unterberken eine eigene Kirchengemeinde. Schlichten war lange Zeit eine Filiale der Pfarrei Winterbach. Im 19. Jahrhundert wurde es eine eigene Pfarrverweserei und 1859 eine selbständige Pfarrei, die auch den Nachbarort Baiereck (Stadt Uhingen) betreut. Weiler/Rems war lange Zeit eine Filiale von Schorndorf, wurde aber 1852 eine eigene Pfarrei. Alle Kirchengemeinden der Stadt Schorndorf gehören zum Dekanat Schorndorf.

### Römisch-katholische Kirche
Im 19. Jahrhundert zogen auch wieder Katholiken nach Schorndorf. 1907 wurde in Schorndorf die katholische Kirche St. Martin gebaut und 1917 wurde Schorndorf eine eigene Pfarrei. 1955 wurde die neue Heilig-Geist-Kirche erbaut, die 1970 umgebaut wurde. Die alte St.-Martin-Kirche dient seither als Kapelle. Zur Kirchengemeinde Schorndorf gehören auch die Katholiken aus Buhlbronn, Ober-/Unterberken, Schornbach und Haubersbronn, doch gibt es in Haubersbronn seit 1955 eine eigene Kirche, St. Bonifatius. Die Katholiken aus Miedelsbach gehören zur Pfarrei Heiligste Dreifaltigkeit Rudersberg, die von Weiler/Rems zur Pfarrei Mariä Himmelfahrt Winterbach, doch gibt es in Weiler seit 1966 eine eigene Kirche St. Stephanus. Alle genannten katholischen Gemeinden gehören zum Dekanat Rems-Murr des Bistums Rottenburg-Stuttgart.

### Sonstige christliche Gemeinden
Neben den beiden großen Kirchen gibt es in Schorndorf auch Freikirchen, darunter die Evangelisch-methodistische Kirche, die Evangelisch-Freikirchliche Gemeinde (Baptisten) und das Christliche Zentrum Scala der Volksmission Schorndorf e. V. Auch die Neuapostolische Kirche, die Christliche Wissenschaft, die Siebenten-Tags-Adventisten, die Christengemeinschaft und die Zeugen Jehovas sind in Schorndorf vertreten.

### Muslime
Im Mai 2005 wurde im Gewerbegebiet Hammerschlag eine Moschee mit Minarett eingeweiht, die Merkez Camii (Zentral-Moschee) Schorndorf. Sie wird von der DITIB betrieben.

## Politik

### Gemeinderat
Der Gemeinderat in Schorndorf hat 32 Mitglieder. Er besteht aus den gewählten ehrenamtlichen Gemeinderäten und dem Oberbürgermeister als Vorsitzendem. Der Oberbürgermeister ist im Gemeinderat stimmberechtigt. Die Kommunalwahl am 9. Juni 2024 führte zu folgendem vorläufigen Endergebnis.
| Parteien und Wählergemeinschaften | Parteien und Wählergemeinschaften           | % 2024  | Sitze 2024 | % 2019  | Sitze 2019 | Kommunalwahl 2024 %403020100 30,1821,0415,1715,5313,654,42n. k.n. k. CDUSPDGrüneFDP-FWAfDBSSGLSAUBGewinne und Verlusteim Vergleich zu 2019 %p 6 4 2 0 −2 −4 −6+2,88−0,20−3,20−2,16+4,27+4,42−5,39−0,64CDUSPDGrüneFDP-FWAfDBSSGLSAUB |
| CDU                               | Christlich Demokratische Union Deutschlands | 30,18   | 10         | 27,30   | 8          | Kommunalwahl 2024 %403020100 30,1821,0415,1715,5313,654,42n. k.n. k. CDUSPDGrüneFDP-FWAfDBSSGLSAUBGewinne und Verlusteim Vergleich zu 2019 %p 6 4 2 0 −2 −4 −6+2,88−0,20−3,20−2,16+4,27+4,42−5,39−0,64CDUSPDGrüneFDP-FWAfDBSSGLSAUB |
| SPD                               | Sozialdemokratische Partei Deutschlands     | 21,04   | 7          | 21,24   | 7          | Kommunalwahl 2024 %403020100 30,1821,0415,1715,5313,654,42n. k.n. k. CDUSPDGrüneFDP-FWAfDBSSGLSAUBGewinne und Verlusteim Vergleich zu 2019 %p 6 4 2 0 −2 −4 −6+2,88−0,20−3,20−2,16+4,27+4,42−5,39−0,64CDUSPDGrüneFDP-FWAfDBSSGLSAUB |
| Grüne                             | Bündnis 90/Die Grünen                       | 15,17   | 5          | 18,37   | 6          | Kommunalwahl 2024 %403020100 30,1821,0415,1715,5313,654,42n. k.n. k. CDUSPDGrüneFDP-FWAfDBSSGLSAUBGewinne und Verlusteim Vergleich zu 2019 %p 6 4 2 0 −2 −4 −6+2,88−0,20−3,20−2,16+4,27+4,42−5,39−0,64CDUSPDGrüneFDP-FWAfDBSSGLSAUB |
| FDP-FW                            | Freie Demokratische Partei – Freie Wähler   | 15,53   | 5          | 17,69   | 6          | Kommunalwahl 2024 %403020100 30,1821,0415,1715,5313,654,42n. k.n. k. CDUSPDGrüneFDP-FWAfDBSSGLSAUBGewinne und Verlusteim Vergleich zu 2019 %p 6 4 2 0 −2 −4 −6+2,88−0,20−3,20−2,16+4,27+4,42−5,39−0,64CDUSPDGrüneFDP-FWAfDBSSGLSAUB |
| AfD                               | Alternative für Deutschland                 | 13,65   | 4          | 9,38    | 3          | Kommunalwahl 2024 %403020100 30,1821,0415,1715,5313,654,42n. k.n. k. CDUSPDGrüneFDP-FWAfDBSSGLSAUBGewinne und Verlusteim Vergleich zu 2019 %p 6 4 2 0 −2 −4 −6+2,88−0,20−3,20−2,16+4,27+4,42−5,39−0,64CDUSPDGrüneFDP-FWAfDBSSGLSAUB |
| BSS                               | Bürgerstimme Schorndorf                     | 4,42    | 1          | -       | -          | Kommunalwahl 2024 %403020100 30,1821,0415,1715,5313,654,42n. k.n. k. CDUSPDGrüneFDP-FWAfDBSSGLSAUBGewinne und Verlusteim Vergleich zu 2019 %p 6 4 2 0 −2 −4 −6+2,88−0,20−3,20−2,16+4,27+4,42−5,39−0,64CDUSPDGrüneFDP-FWAfDBSSGLSAUB |
| GLS                               | Grüne Liste Schorndorf                      | –       | –          | 5,39    | 2          | Kommunalwahl 2024 %403020100 30,1821,0415,1715,5313,654,42n. k.n. k. CDUSPDGrüneFDP-FWAfDBSSGLSAUBGewinne und Verlusteim Vergleich zu 2019 %p 6 4 2 0 −2 −4 −6+2,88−0,20−3,20−2,16+4,27+4,42−5,39−0,64CDUSPDGrüneFDP-FWAfDBSSGLSAUB |
| AUB                               | Alternative Unabhängige Bürger              | –       | –          | 0,64    | 0          | Kommunalwahl 2024 %403020100 30,1821,0415,1715,5313,654,42n. k.n. k. CDUSPDGrüneFDP-FWAfDBSSGLSAUBGewinne und Verlusteim Vergleich zu 2019 %p 6 4 2 0 −2 −4 −6+2,88−0,20−3,20−2,16+4,27+4,42−5,39−0,64CDUSPDGrüneFDP-FWAfDBSSGLSAUB |
| gesamt                            | gesamt                                      | 100,0   | 32         | 100,0   | 32         | Kommunalwahl 2024 %403020100 30,1821,0415,1715,5313,654,42n. k.n. k. CDUSPDGrüneFDP-FWAfDBSSGLSAUBGewinne und Verlusteim Vergleich zu 2019 %p 6 4 2 0 −2 −4 −6+2,88−0,20−3,20−2,16+4,27+4,42−5,39−0,64CDUSPDGrüneFDP-FWAfDBSSGLSAUB |
| Wahlbeteiligung                   | Wahlbeteiligung                             | 56,99 % | 56,99 %    | 57,22 % | 57,22 %    | |

### Bürgermeister

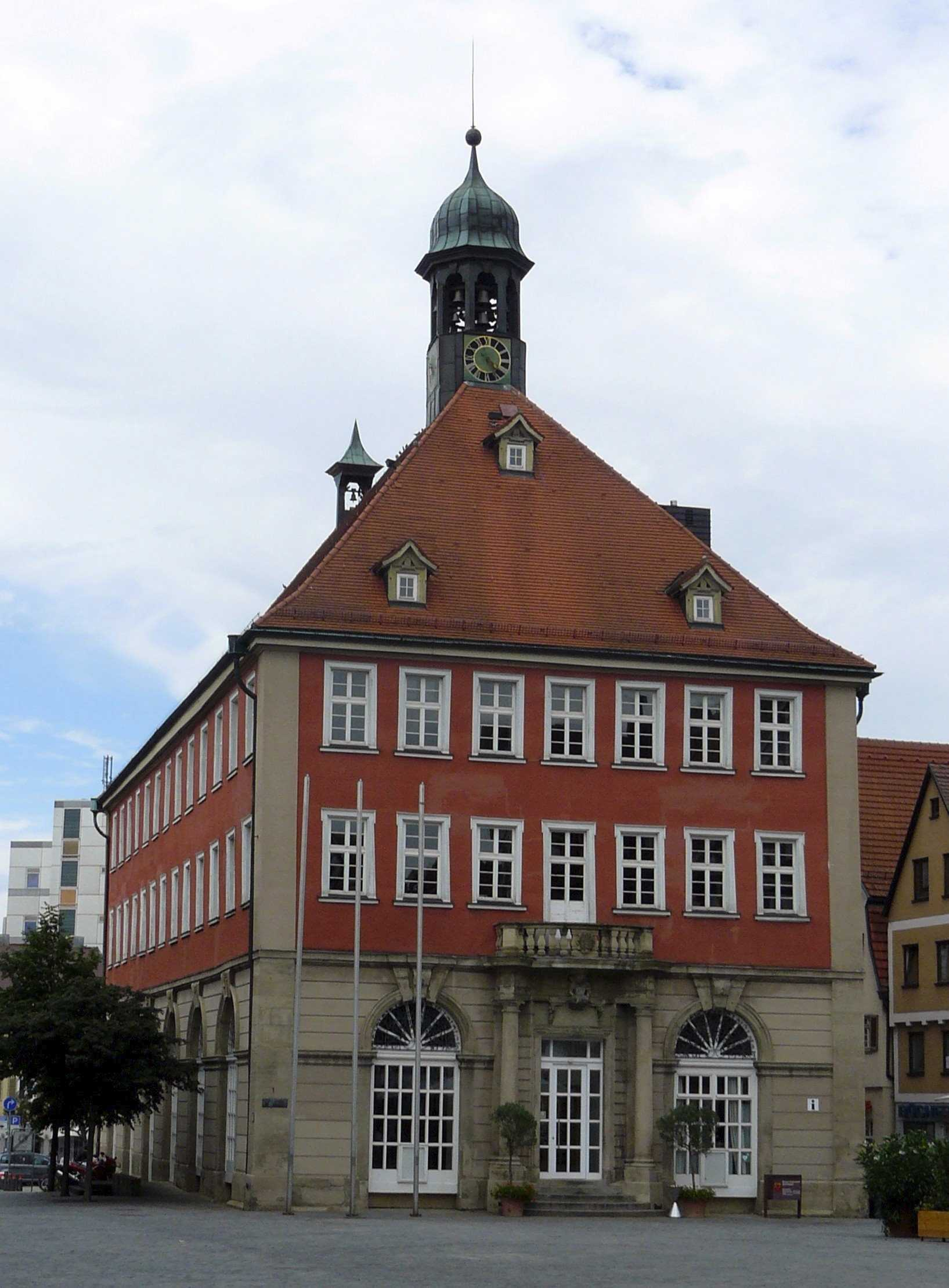
Rathaus

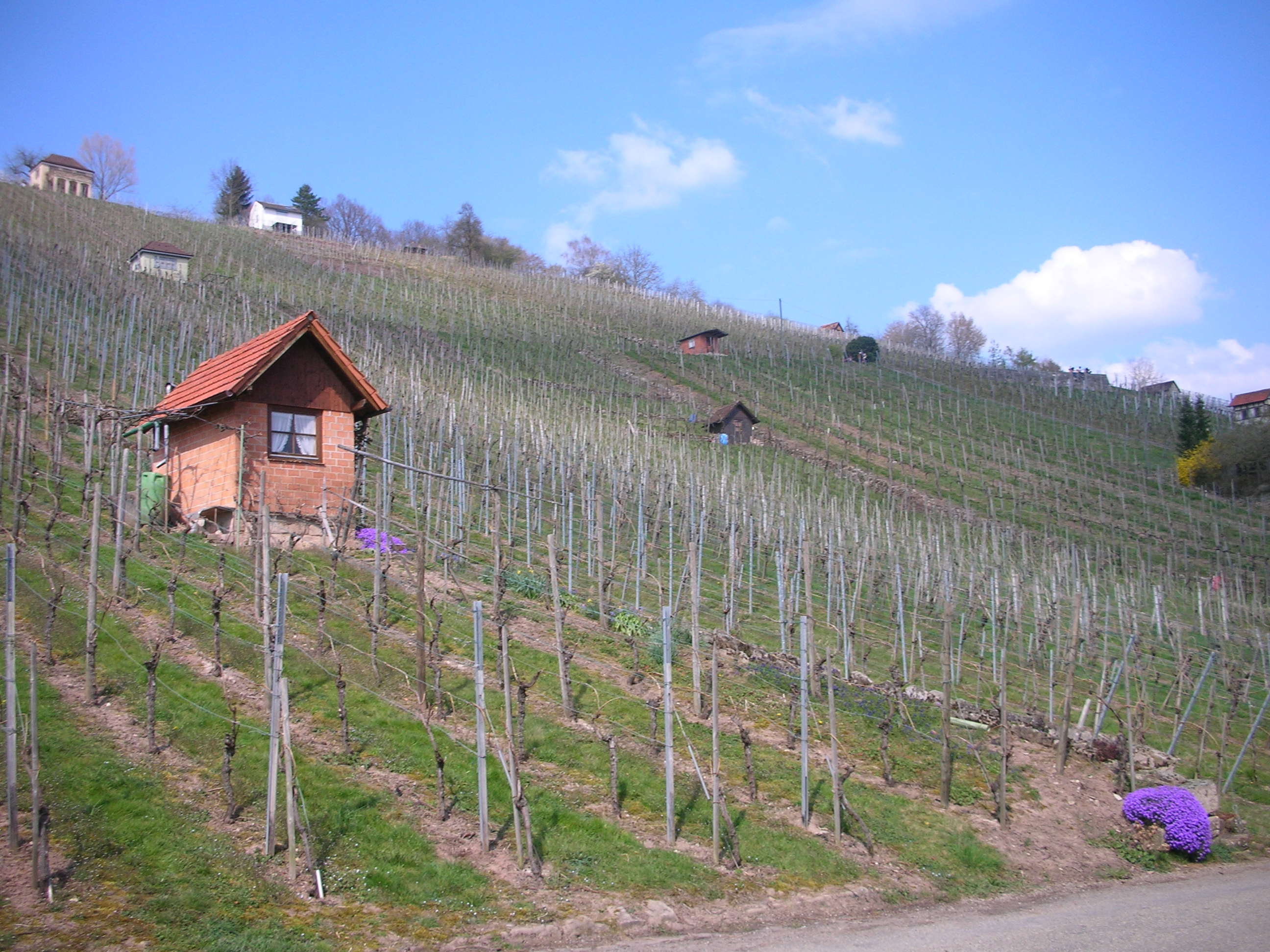
In den Weinbergen

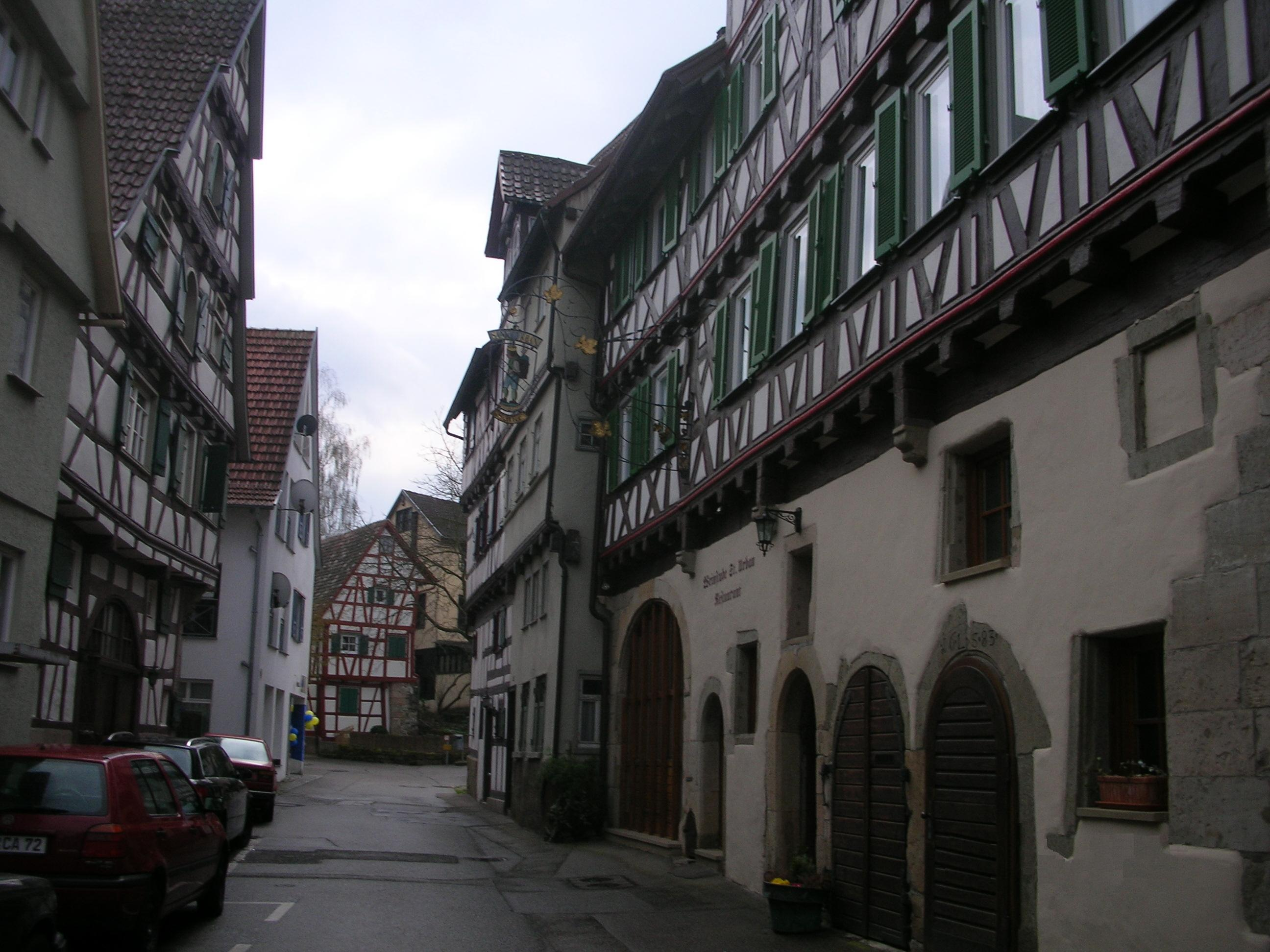
Gasse in der Weststadt

An der Spitze der Stadt Schorndorf wurden 1290 „12 consules seu judices“ genannt, dem seit 1264 ein „scultetus“ vorstand. Im 14. Jahrhundert gab es einen Amtmann, anschließend einen Untervogt und einen Vogt, der über das gesamt Amt Schorndorf gesetzt war. Dem Schorndorfer Obervogt unterstanden bis 1755 auch die Ämter Waiblingen und Winnenden. Im 15. Jahrhundert trat auch ein Bürgermeister als Vertreter des Gerichts auf. Später gab es vier Bürgermeister und acht Richter. Seit 1819 trug das Stadtoberhaupt die Bezeichnung Stadtschultheiß, seit 1930 Bürgermeister und mit der Erhebung zur Großen Kreisstadt am 1. Januar 1967 lautet die Amtsbezeichnung Oberbürgermeister. Dieser wird von den Wahlberechtigten auf acht Jahre direkt gewählt. Er ist Vorsitzender des Gemeinderats. Seine allgemeinen Stellvertreter sind der Erste Beigeordnete mit der Amtsbezeichnung Erster Bürgermeister und der Zweite Beigeordnete mit der Amtsbezeichnung Bürgermeister.
Stadtoberhäupter seit 1819:
- 1819–1821: Christian Rapp (* 1771; † 1853)
- 1821–1828: Gottlieb Friedrich von Stump (* 1791; † 1849)
- 1828–1845: Philipp Friedrich Palm (* 1759; † 1845)
- 1845–1866:
- 1866–1872: Johannes Frasch
- 1879–1903: Jakob Friz
- 1903–1905: Heinrich Beisswanger
- 1905–1933: Jakob Raible (* 7. Mai 1870; † 4. Januar 1949)
- 1933–1945: Richard Beeg (* 30. Januar 1888; † 22. Oktober 1945)
- 1945: Walter Arnold (* 19. Juni 1891; † 20. Oktober 1973)
- 1945–1948: Gottlob Kamm (SPD) (* 21. Oktober 1897; † 21. November 1973)
- 1948–1954: Emil Hayer (* 26. Oktober 1887; † 22. November 1977)
- 1954–1962: Franz Illenberger (* 27. Februar 1902; † 22. Juli 1974)[50]
- 1962–1982: Rudolf Bayler (* 12. September 1917; † 3. September 2007)
- 1982–1990: Reinhard Hanke (SPD) (* 22. April 1940; † 11. Februar 2024)
- 1990–2006: Winfried Kübler (CDU) (* 30. August 1939)
- 2006–2021: Matthias Klopfer (SPD) (* 14. März 1968)
- seit 2022: Bernd Hornikel (parteilos) (* 23. April 1969)

### Wappen
| Wappen der Stadt Schorndorf | Blasonierung: „Unter goldenem (gelbem) Schildhaupt, darin eine liegende schwarze Hirschstange, in Rot zwei schräg gekreuzte, mit dem Blatt nach oben gekehrte goldene (gelbe) Spaten (Schoren).“ |
| Wappen der Stadt Schorndorf | Wappenbegründung: Das Wappen ist traditionell und hat sich im Laufe der Jahre verändert. Das „redende“ Stadtwappen mit den beiden „Schoren“ ist in städtischen Siegeln seit 1293, in farbigen Darstellungen seit 1535 nachgewiesen. Die Hirschstange wurde im ältesten Siegel unter den Spaten abgebildet. Anlässlich der 1312 erfolgten vorübergehenden Unterwerfung unter die Reichsstadt Esslingen entfiel sie ganz, um erst in der zweiten Hälfte des 16. Jahrhunderts, jetzt aber im Schildhaupt, gelegentlich auch über einer Teilung, wieder zu erscheinen. |

### Banner
|  | 00Banner: „Das Banner ist gelb-rot gespalten mit dem aufgelegten Wappen oberhalb der Mitte.“ |

### Städtepartnerschaften
Die älteste der Schorndorfer Städtepartnerschaften ist die mit der französischen Präfektur Tulle. Sie besteht seit 1969 und bildete den Beginn einer Reihe von weiteren Partnerschaften, die jedoch erst in den 1990er-Jahren eingegangen wurden: Nach der deutschen Wiedervereinigung besiegelte man 1991 den Partnerschaftsvertrag mit der thüringischen Kleinstadt Kahla. 1994 folgte das britische Bury und 1996 das US-amerikanische Tuscaloosa. Die jüngste der auf Stadtebene unterhaltenen Städtepartnerschaften wurde 1998 mit dem italienischen Dueville eingegangen. Sämtliche Schorndorfer Städtepartnerschaften werden vom Partnerschaftsverein Schorndorf e. V. betreut, der seit 1981 besteht. Die jüngste Städtepartnerschaft mit der baskischen Stadt Errenteria besteht offiziell seit 2012.
- Tulle, Frankreich, seit 1962
- Kahla, Deutschland, seit 1991
- Bury, Vereinigtes Königreich, seit 1994
- Tuscaloosa, Vereinigte Staaten, seit 1996
- Dueville, Italien, seit 1998
- Errenteria, Spanien, seit 2012

Der Stadtteil Weiler/Rems unterhält seit 1966 partnerschaftliche Beziehungen mit Radenthein:
- Radenthein, Österreich, bekräftigt 2012

## Wirtschaft und Infrastruktur

### Verkehr

#### Fernstraßen
Durch das Stadtgebiet Schorndorfs verläuft die dort vierspurige Bundesstraße 29 Waiblingen–Nördlingen. Sie führt als Umgehungsstraße nördlich um die Kernstadt durch den Grafenbergtunnel. Die nächste Autobahn-Anschlussstelle ist Aichelberg an der Bundesautobahn 8 Stuttgart–Ulm.

#### Bahn- und Busverkehr
Schorndorf liegt an der Bahnstrecke Stuttgart-Bad Cannstatt–Nördlingen, auch Remsbahn genannt. Im Bahnhof Schorndorf beginnt die Linie S2 (Schorndorf–Stuttgart–Stuttgart Flughafen–Filderstadt) der S-Bahn Stuttgart. Des Weiteren verkehren die Linien MEX 13 (Stuttgart–Aalen–Ellwangen–Crailsheim) und RE 1 (Karlsruhe-Pforzheim-Stuttgart-Schwäbisch Gmünd-Aalen). Am frühen Morgen und am späten Abend halten auch jeweils ein Intercity der Linie 61 (Karlsruhe–Leipzig) in Schorndorf. Ein weiterer Haltepunkt im Stadtgebiet ist Weiler (Rems). Es verkehrt zudem in nördlicher Richtung die Wieslauftalbahn der WEG (RB 61) nach Rudersberg-Oberndorf. Schorndorfer Stationen sind an dieser Strecke Hammerschlag, Haubersbronn, Haubersbronn Mitte und Miedelsbach-Steinenberg. Ferner gibt es zur Feinerschließung zahlreiche Buslinien. Alle Nahverkehrsverbindungen haben einheitliche Preise innerhalb des Verkehrs- und Tarifverbunds Stuttgart.

#### Radverkehr
Durch eine Alltagsroute aus dem Radnetz Baden-Württemberg ist Schorndorf über Urbach und Plüderhausen mit Schwäbisch Gmünd und in der anderen Richtung über Winterbach, Remshalden und Weinstadt mit Waiblingen und Fellbach verbunden.
Durch Schorndorf führt der Remstal-Radweg, der als Fernradweg von Aalen kommend zur Mündung der Rems in den Neckar in Remseck führt und dann noch durch Fellbach und Kernen im Remstal nach Weinstadt (Endersbach) verläuft.
Schorndorf ist Mitglied der AGFK (Arbeitsgemeinschaft Fahrrad- und Fußverkehrsfreundlicher Kommunen) in Baden-Württemberg.

#### Kreisverkehre
Die Stadt Schorndorf ist bei vielen Stadtplanern durch ihre zahlreichen Kreisverkehre bekannt, da sie beim Bau dieser Verkehrsrondelle eine bundesweite Vorreiterrolle eingenommen hat. Dies hat ihr den Spitznamen „Große Kreiselstadt“ eingebracht.

### Ansässige Unternehmen
In Schorndorf gibt es vor allem Betriebe der Elektroindustrie und des Maschinenbaus. Die einst blühende Lederindustrie ist weitgehend Geschichte.
Bedeutende in Schorndorf ansässige Unternehmen sind:
- Wilhelm Abt, 1898 in Schorndorf gegründet – Produktion von landwirtschaftlichen Gabeln – seit 1993 unter dem Namen FREUND VICTORIA Gartengeräte GmbH mit Firmensitz in Schorndorf
- Oskar Frech, 1949 in Schorndorf gegründete Maschinenfabrik (Warm- und Kaltkammerdruckguss)
- Catalent Pharma Solutions, pharmazeutische und biologische Entwicklungsdienstleistungen sowie Dosierungstechnologien für die Pharmaindustrie
- Hägele GmbH, Cleanfix Lüfter und Kühlsysteme für Landmaschinen
- Ricker Fruchtsäfte GmbH, Getränkehersteller
- Emil Löffelhardt GmbH & Co. KG, elektrotechnischer Großhandel mit Hauptsitz in Schorndorf.
- Vossloh-Schwabe Deutschland GmbH, Beleuchtungstechnik

Der vor allem in der Sportwissenschaft bekannte Verlag Karl Hofmann hat seinen Sitz in Schorndorf.

### Historische Unternehmen

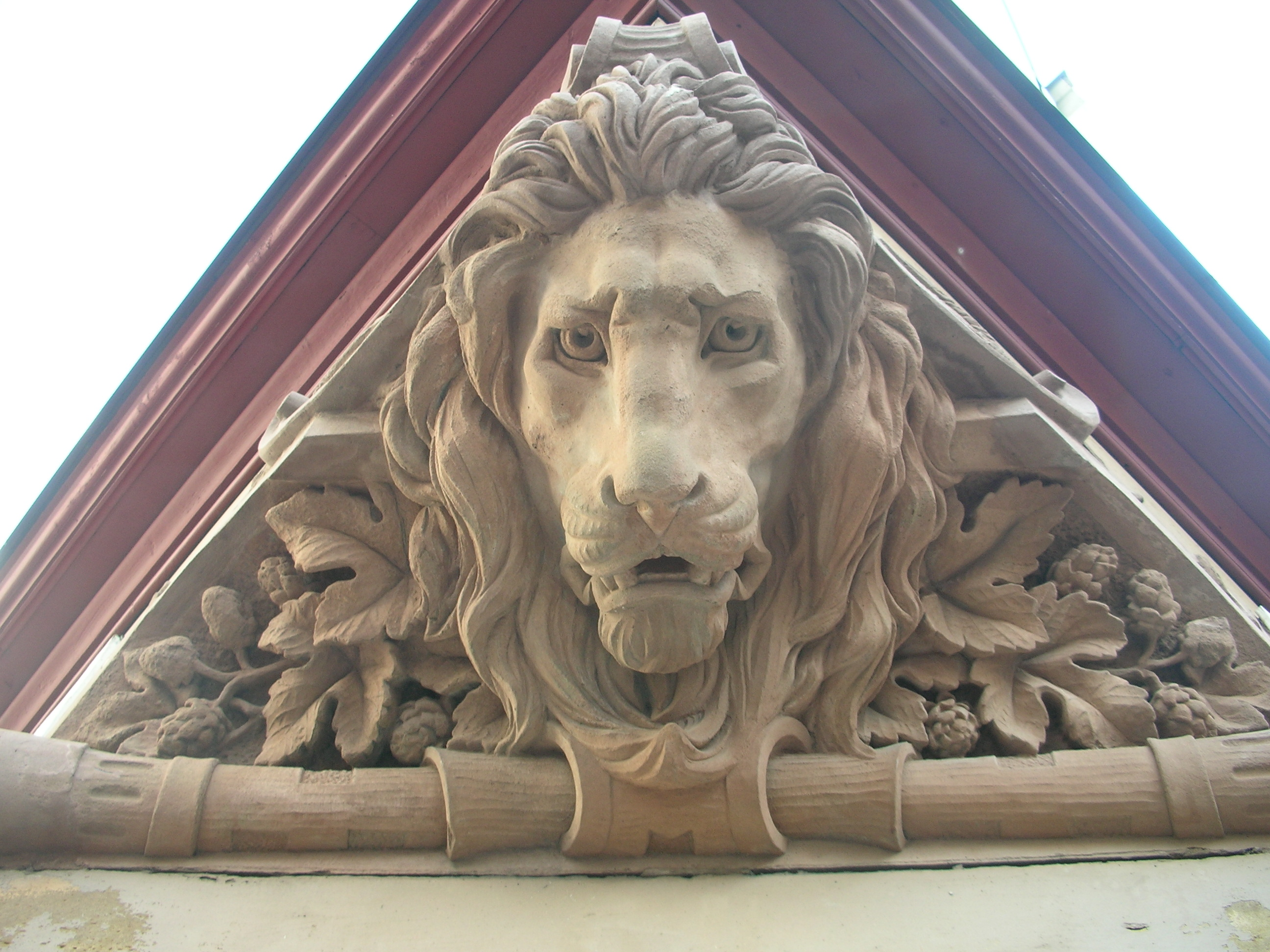
Löwenkopf am Haus der ehemaligen Löwenbrauerei

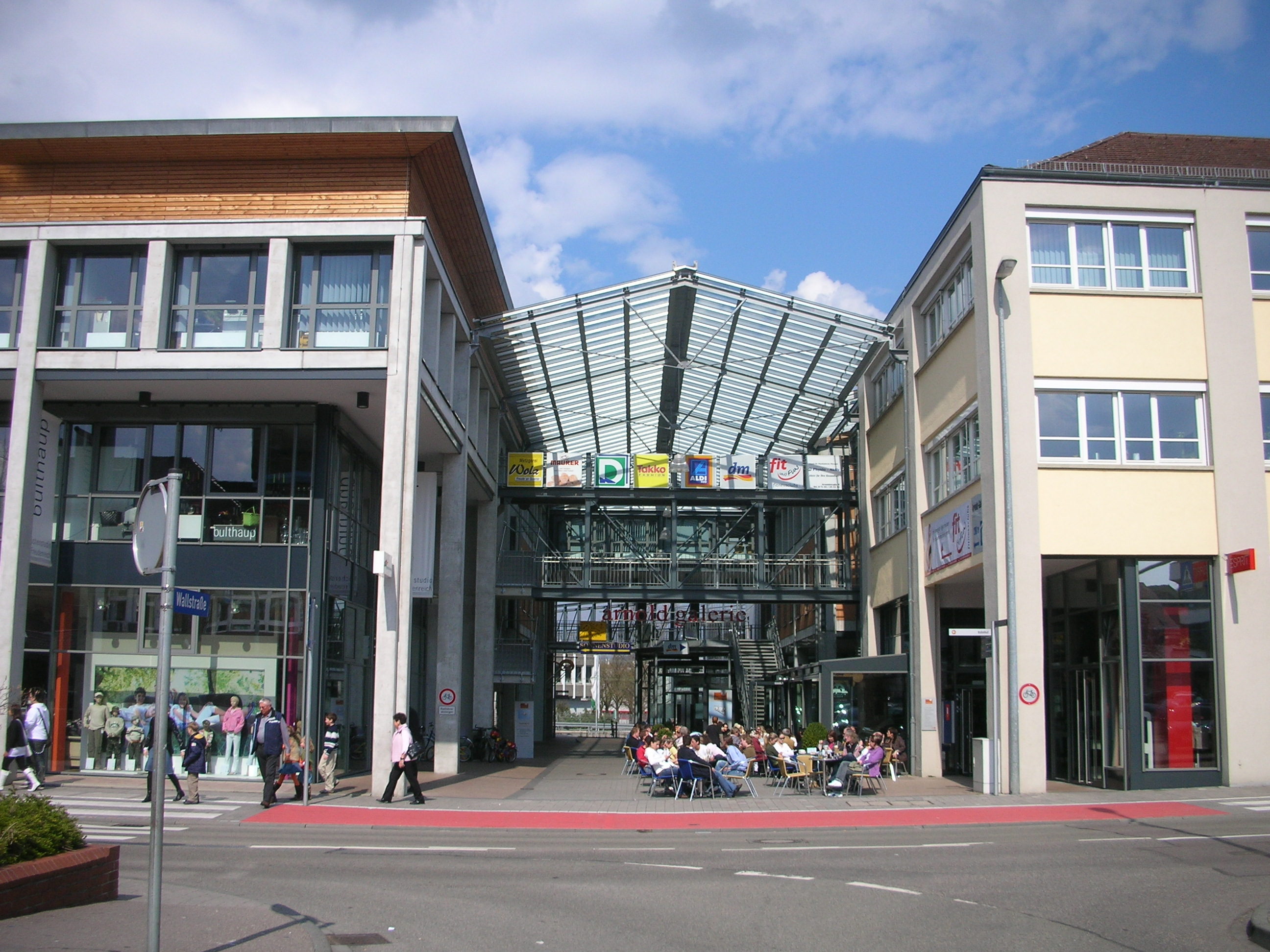
Die Arnoldgalerie auf dem ehemaligen Industriegelände der Eisenmöbelfabrik

- Ziegelwerke Schorndorf: Die Anfänge der ZWS gingen bis in das Jahr 1632 zurück. Anfang des 20. Jahrhunderts zählten die ZWS zu den leistungsfähigsten Herstellern von Dachziegeln in Süddeutschland. Ende der 1950er-Jahre wurden ca. 400 Personen beschäftigt. Im Jahr 1974 wurde die Produktion eingestellt, in den Folgejahren wurden die meisten Betriebsgebäude abgerissen. An ihrer Stelle steht heute ein großes Logistikzentrum.
- Tabakfabrik Rapp: Christian Rapp aus Cannstatt wanderte nach Kanada aus. Bei seiner Rückkehr heiratete er eine Schorndorferin und gründete 1789 in Schorndorf eine Tabakfabrik. Christian Rapp war auch in der örtlichen Politik tätig und war von 1819 bis 1821 Schorndorfer Stadtschultheiß.
- Die Löwenbrauerei Schorndorf wurde 1822 gegründet und braute bis um 1990 in der Göppinger Straße.
- Fingerhutfabrik J. F. Gabler: 1824 eingerichtet. Um 1900 kamen 85 % der Weltproduktion von der Firma Gabler, heute sind diese Utensilien gesuchte Sammlerobjekte
- Die Christ. Breuninger Lederfabrik wurde um 1843 als Lohgerberei in Schorndorf gegründet. In den 1930er-Jahren zählte sie zu den größten Arbeitgebern der Stadt. Die Lederproduktion wurde 2009 eingestellt. Die Gebäude wurden 2020 abgerissen. An ihrer Stelle entstehen mehrere hundert Wohnungen.
- Lederfabrik Röhm, gegründet 1866 als Rosslederfabrik Gottlob Schmid, das Gelände an der Rems wurde als Gewerbepark aufgebaut, enthält aber auch noch museale Überreste
- Eisenmöbelfabrik Arnold, 1871 gegründet; auf dem ehemaligen Gewerbegelände befinden sich heute Geschäfte, die Außenstelle der Bundesagentur für Arbeit und andere Einrichtungen
- Chn. Hespeler KG Sägewerk war ein Hobel- und Spaltwerk sowie ein Dampfsägewerk. Das 1885 gegründete Unternehmen war bis um 1980 aktiv. Hespeler hatte bis zu 100 Beschäftigte.
- Nudelfabrik Birkel (heute Newlat GmbH) wurde 1896 in Schorndorf gegründet. Die Produktion wurde 1909 nach Endersbach verlegt.[55]
- Carl Pfleiderer: Das Unternehmen wurde 1901 als Bürstenhölzerfabrik gegründet. 1949 wurde die Produktion auf Rundfunk- und Fernsehgehäuse aus Holz umgestellt. Um das Jahr 1960 beschäftigte die Unternehmung rund 700 Mitarbeiter. Anfang der 1970er-Jahre erfolgte die Unternehmensschließung.
- Württembergische Porzellanmanufaktur, von 1904 bis 1934 in Schorndorf; heute ist dieses Porzellan bei Sammlern sehr gefragt
- Konservenfabrik Leibbrand: Im Dezember 1914 in der Schorndorfer Vorstadt gegründet, entwickelte sich das Unternehmen innerhalb von knapp vier Jahren zum größten Produzenten von Konserven im deutschsprachigen Raum. Zur Blütezeit des Konservenherstellers wurde das 27 Hektar große Betriebsgelände von über 2 Kilometern Schienensträngen durchzogen. Durch die Inflation Anfang der 1920er-Jahre brach das Konservengeschäft ein und bereits 1924 erfolgte die Liquidation.
- Conditoreiwarenfabrik J.& G. Mössle Schorndorf, gegründet 1921 in Schorndorf, später umbenannt in Südland Gebäckfabrik GmbH, produzierte in Schorndorf bis 1985.
- Schock Metallwerke GmbH, 1924 in Schorndorf gegründet, in den 1970er-Jahren bis zu 1200 Mitarbeiter an mehreren Standorten
- Der ehemalige Haushaltsgerätehersteller Bauknecht hatte seinen Sitz in Schorndorf. Der Konzern Whirlpool fertigte hier bis Juli 2012 noch Geräte unter der Marke Bauknecht und betrieb bis Ende 2015 ein Entwicklungszentrum.

### Medien
In Schorndorf erscheinen die
- Schorndorfer Nachrichten als Tageszeitung und
- Schorndorf Aktuell/Schorndorfer Wochenblatt als wöchentliches Anzeigenblatt (donnerstags) mit Berichten der städtischen Pressestelle und Vereinsnachrichten

### Gerichte, Behörden und Einrichtungen
Schorndorf hat ein Amtsgericht, das zum Landgerichts- und Oberlandesgerichtsbezirk Stuttgart gehört, ferner ein Finanzamt und eine Außenstelle des Landratsamts Rems-Murr-Kreis.
Die Stadt ist Sitz des Kirchenbezirks Schorndorf der Evangelischen Landeskirche in Württemberg.
In Schorndorf ist einer der beiden Ortsverbände des Technischen Hilfswerks im Rems-Murr Kreis ansässig.

### Bildung
Schorndorf hat zwei allgemeinbildende Gymnasien (Burg-Gymnasium, Max-Planck-Gymnasium) sowie ein technisches Gymnasium (Grafenbergschule) und ein Wirtschaftsgymnasium (Johann-Philipp-Palm-Schule), eine Realschule (Gottlieb-Daimler-Realschule), zwei Grund- und Hauptschulen mit Werkrealschule (Gemeinschaftsschule Rainbrunnen und Schillerschule Haubersbronn), eine Förderschule (Albert-Schweitzer-Schule), drei Grundschulen in der Kernstadt (Fuchshofschule, Künkelinschule und Schlosswallschule), zwei Berufschulzentren sowie je eine Grundschule in den Stadtteilen Miedelsbach (Otfried Preußler Schule), Weiler/Rems (Reinhold-Maier-Schule), Oberberken (Schurwaldschule) und Schornbach (Sommerrainschule). Im Stadtteil Buhlbronn befindet sich eine Außenstelle der Nachbarschaftsschule Buhlbronn-Vorderweißbuch, deren Sitz sich in der Gemeinde Berglen befindet.
Der Rems-Murr-Kreis ist Schulträger der beiden Beruflichen Schulen Grafenberg- (technisch) und Johann-Philipp-Palm-Schule (kaufmännisch) sowie der Fröbelschule für Geistig- und Körperbehinderte mit Schulkindergarten für Geistig- und Körperbehinderte und des Schulkindergartens für Sprachbehinderte.
Die Abendrealschule Schorndorf e. V., Jugendmusikschule Schorndorf und Umgebung e. V. und Volkshochschule Schorndorf e. V. runden das schulische Angebot in Schorndorf ab.

## Kultur und Sehenswürdigkeiten

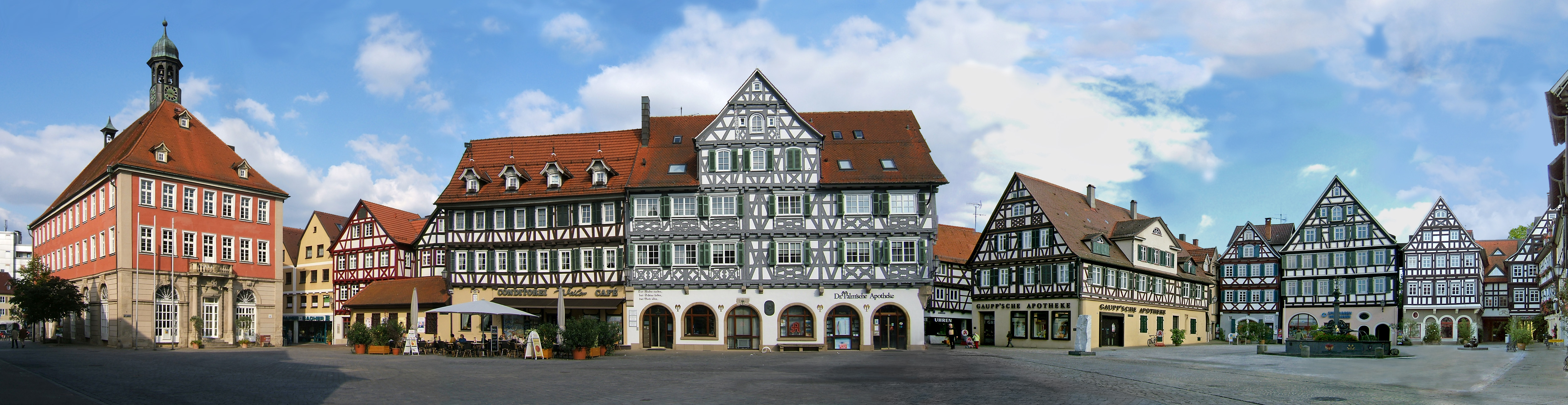
Marktplatz

### Kulturbetriebe

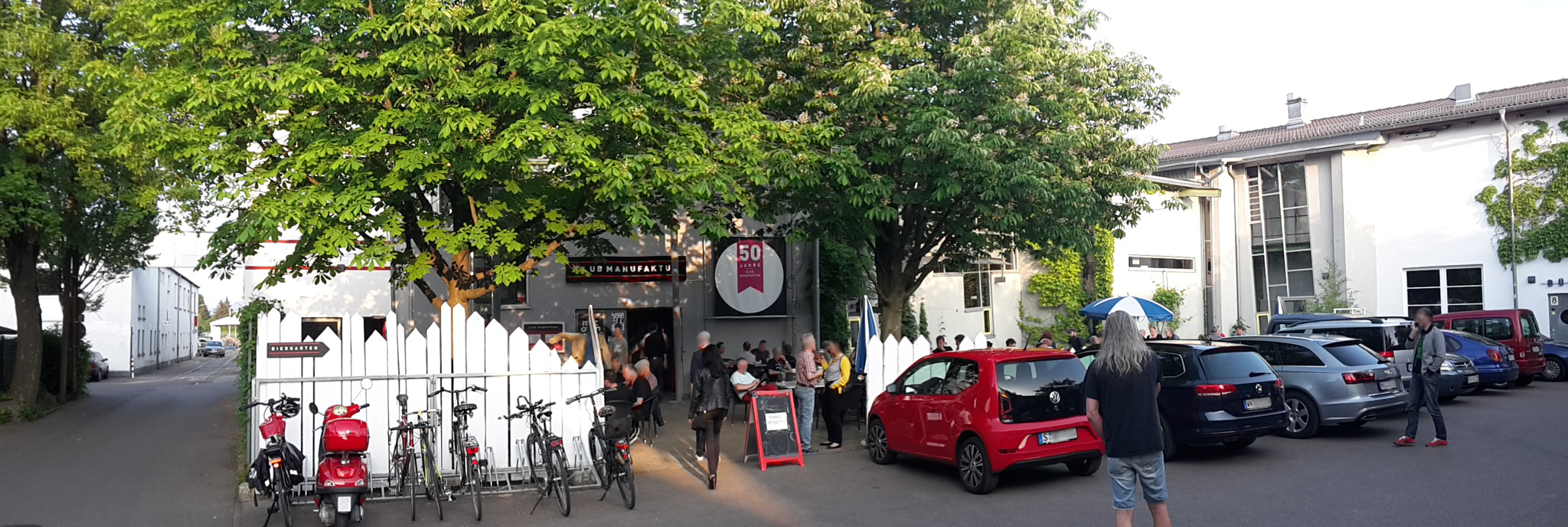
Der Club Manufaktur

Der Geselligkeitsverein Club Manufaktur e. V. wurde 1967 in einer ehemaligen Porzellanmanufaktur in der Gmünder Straße 36 gegründet und entwickelte sich zu einem Treffpunkt der alternativen Szene. Nach dem Abriss des alten Manufakturgebäudes wurde der neue Club im Hammerschlag 1993 wieder eröffnet. Das erste Konzert spielte im Februar 1968 der Jazz-Posaunist Albert Mangelsdorf. Weitere prominente Musikkünstler waren unter anderem Black Sabbath, Champion Jack Dupree und John Cale. Im Juni 1977 nahm der Studentenführer Rudi Dutschke an einer Diskussion teil; andere prominente Gäste waren Gerhard Zwerenz und Roger Willemsen. Heute ist der Club Manufaktur, Forum für Kultur und Politik e. V. ein Kulturbetrieb mit alternativen Programmen von Politik, Musik, Theater bis zu Tanz und einem Programmkino. 2017, 2018 und 2021 wurde der Club für sein Livemusik-Programm mit dem APPLAUS-PREIS ausgezeichnet.
 Der Verein Kulturforum Schorndorf e. V. organisiert mit seinen ehrenamtlichen Mitarbeitern kulturelle Projekte und Veranstaltungen.
So hat das Kulturforum einen Skulpturen-Rundgang Schorndorf eingerichtet, der zu den über 40 Skulpturen von Jürgen Goertz, Timm Ulrichs, Horst Antes, Robert Schad und anderen Künstlern führt.
Der Kunstverein Schorndorf e. V. KV67. wurde 1987 gegründet, um gemeinsame Ausstellungsräume zu schaffen und gemeinsame Projekte mit anderen Künstlern durchzuführen. 1989 wurde die Galerie Kunstlicht in den Räumen der alten Porzellanmanufaktur eröffnet. Nach dem Abriss der Manufaktur zog der Verein in die Räumlichkeiten der ehemaligen Firma Hahn & Kolb um. Seit 2004 erarbeitet der Kunstverein zusammen mit dem Kulturforum Schorndorf die Ausstellungsprogramme für die Q Galerie für Kunst in Schorndorf.

### Theater

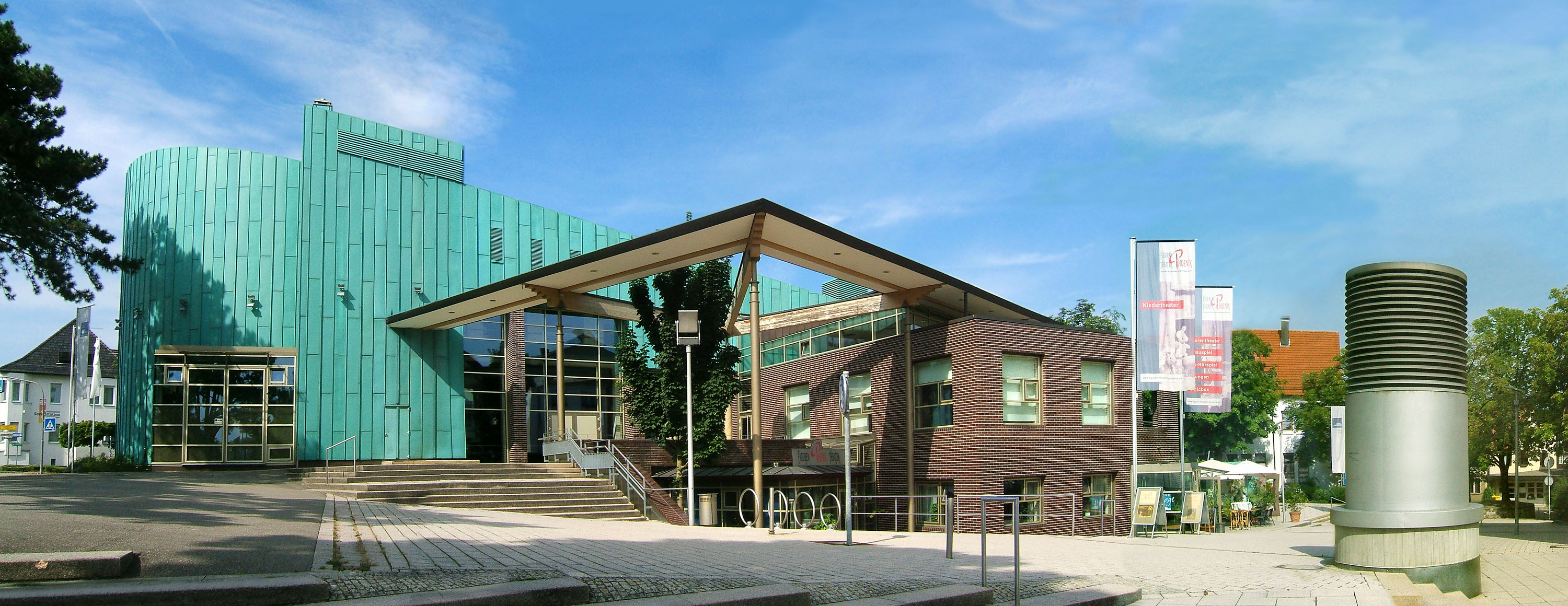
Künkelinhalle

Das Figuren Theater Phoenix ist ein professionelles Kleintheater. 1986 gegründet und stetig gewachsen, wird es seit 1991 von der Stadt Schorndorf sowie vom Land Baden-Württemberg institutionell gefördert. Gezeigt werden Stücke für Kinder und Erwachsene mit verschiedenen Figuren- und Theatertechniken: Tischfiguren, Handfiguren, Marionetten, Schattentheater, Schwarzlichttheater, Objekttheater und Schauspiel. Die Inszenierungen sind für Kinder ab drei Jahren und Jugendliche, thematisch der jeweiligen Altersgruppe angepasst. Neben Kinderbuchklassikern, die oftmals ein breiteres Publikum auf das Theater aufmerksam machen, stehen aktuelle, gesellschaftlich relevante oder politische Stücke auf dem Spielplan. Zum weiteren Repertoire gehören Lesungen, Live-Hörspiele, die Comicbox und szenische Stadtführungen. Das Phoenix hat zudem ein umfangreiches theaterpädagogisches Angebot, in dem beide Sparten, Figurentheater und Schauspiel, vertreten sind. Regelmäßige Konzert- und Theaterveranstaltungen gibt es in der Künkelinhalle, die nach Anna Barbara Walch-Künkelin benannt ist.

### Stadtbücherei
Die Stadtbücherei Schorndorf bietet als öffentliche Bibliothek der Stadt ca. 49.000 Medien an. 2020 hatte sie gut 260.000 Entleihungen.

### Museen

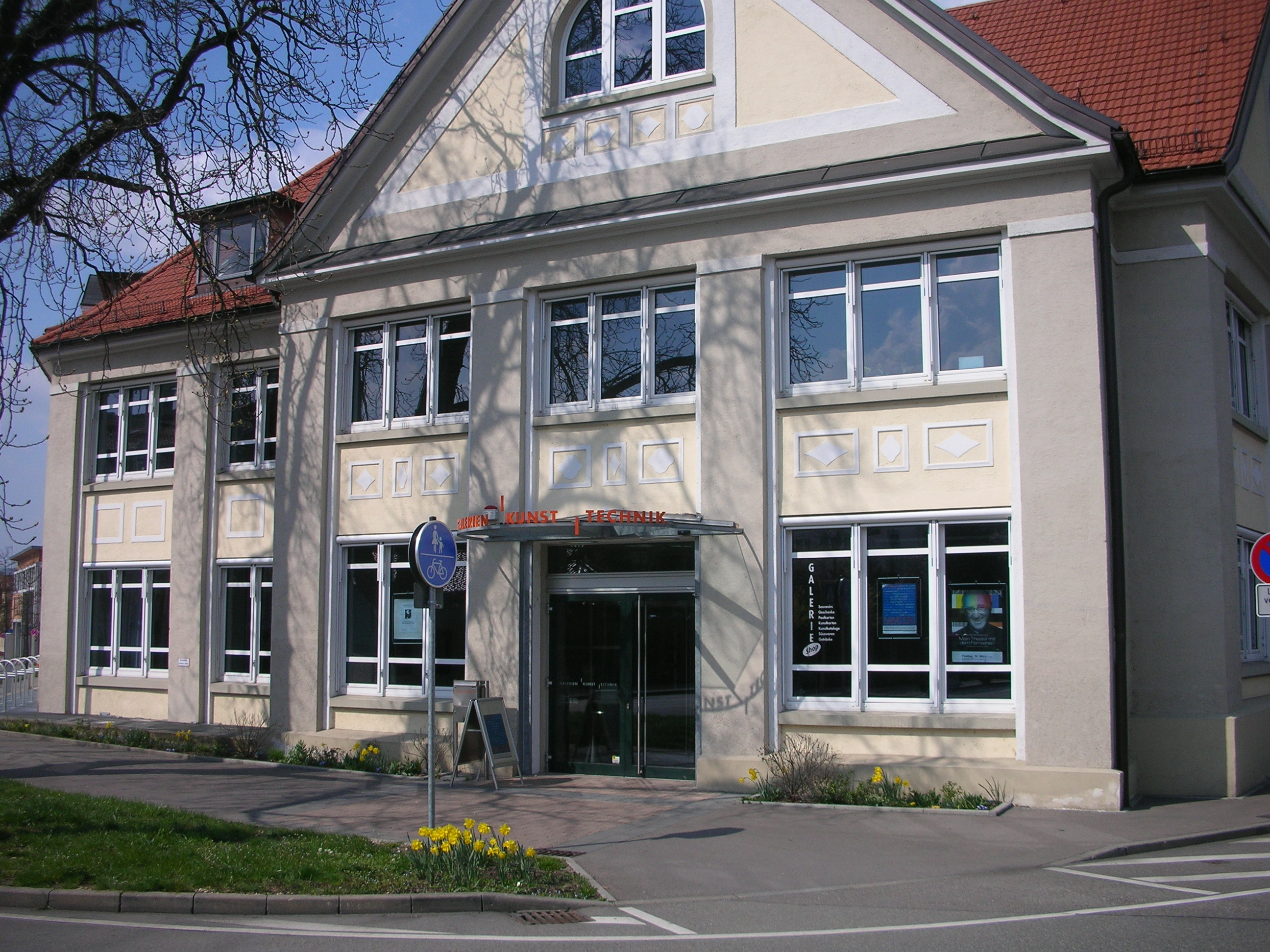
Die Forscherfabrik, ehemals Galerien für Kunst und Technik.

- Das Stadtmuseum bei der Stadtkirche ist in zwei Fachwerkhäusern, der ehemaligen Lateinschule und der früheren Deutschen Schule, untergebracht und zeigt die Stadt- und Kulturgeschichte Schorndorfs und seiner näheren Umgebung.
- Das Geburtshaus von Gottlieb Daimler in der Höllgasse wurde 1979 als Museum und Tagungsstätte der Mercedes-Benz AG (Daimler AG) eingerichtet. Im Erdgeschoss sind Briefe, Patente, Fotografien und zwei Motorenmodelle ausgestellt.[68]
- Die Galerien für Kunst und Technik im Arnold-Areal wurde 2004 eröffnet. 2016 wurde die bisherige Form der Galerien aufgelöst, im Juni 2016 der Kunstraum mit dem neuen Namen Q Galerie für Kunst Schorndorf wieder eröffnet.
- In der Science-Erlebniswelt Forscherfabrik Schorndorf, einem Satellitenstandort der Heilbronner „experimenta“ im Arnold-Areal (ehemals Galerie für Kunst und Technik) können seit 2018 Kinder in sieben Themenwelten technische und naturwissenschaftliche Vorgänge selbst erforschen.[69]
- Der Historische Apothekenkeller, Gaupp’sche Apotheke, zeigt prächtiges Apothekenmobiliar, alte Apothekengefäße, Arbeitsgeräte, Bücher, Vasen, Schriftstücke und Anekdoten
- Das Museum für dreidimensionale Fotografie zeigt Stereoglasplatten von 1890, Stereokameras, Stereoskope, dreidimensionale Bilder (insbesondere von Schorndorf) in verschiedenen Techniken
- Das Heimatmuseum im Stadtteil Weiler zeigt bäuerliche und handwerkliche Geräte, kunsthandwerkliche Einzelstücke, frühe Urkunden, eine Bauernstube und eine Bauernküche mit Inventar.

### Bauwerke

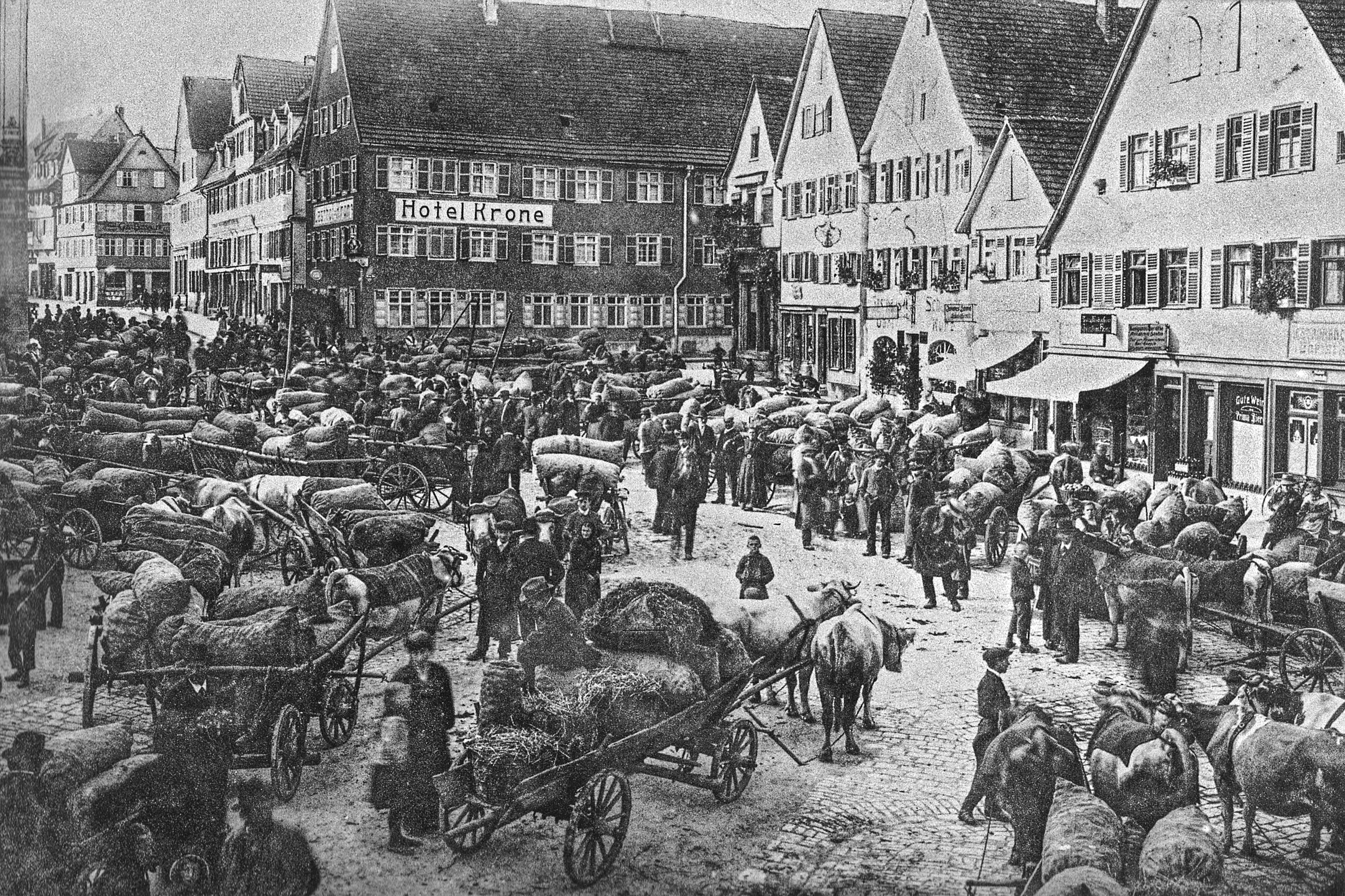
Marktplatz um 1900

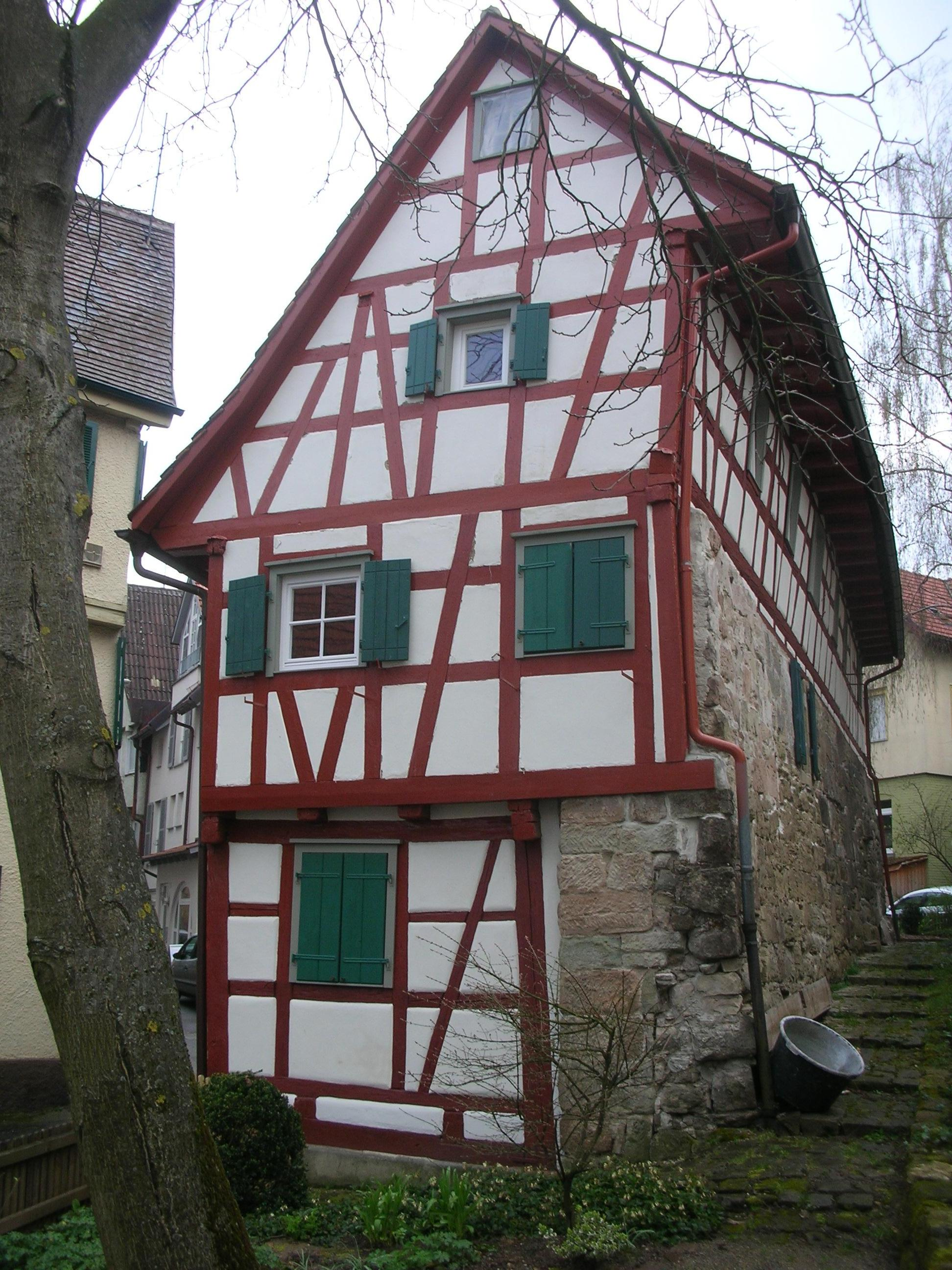
Das asymmetrische Haus auf der Mauer, Geburtshaus von Gottlob Kamm

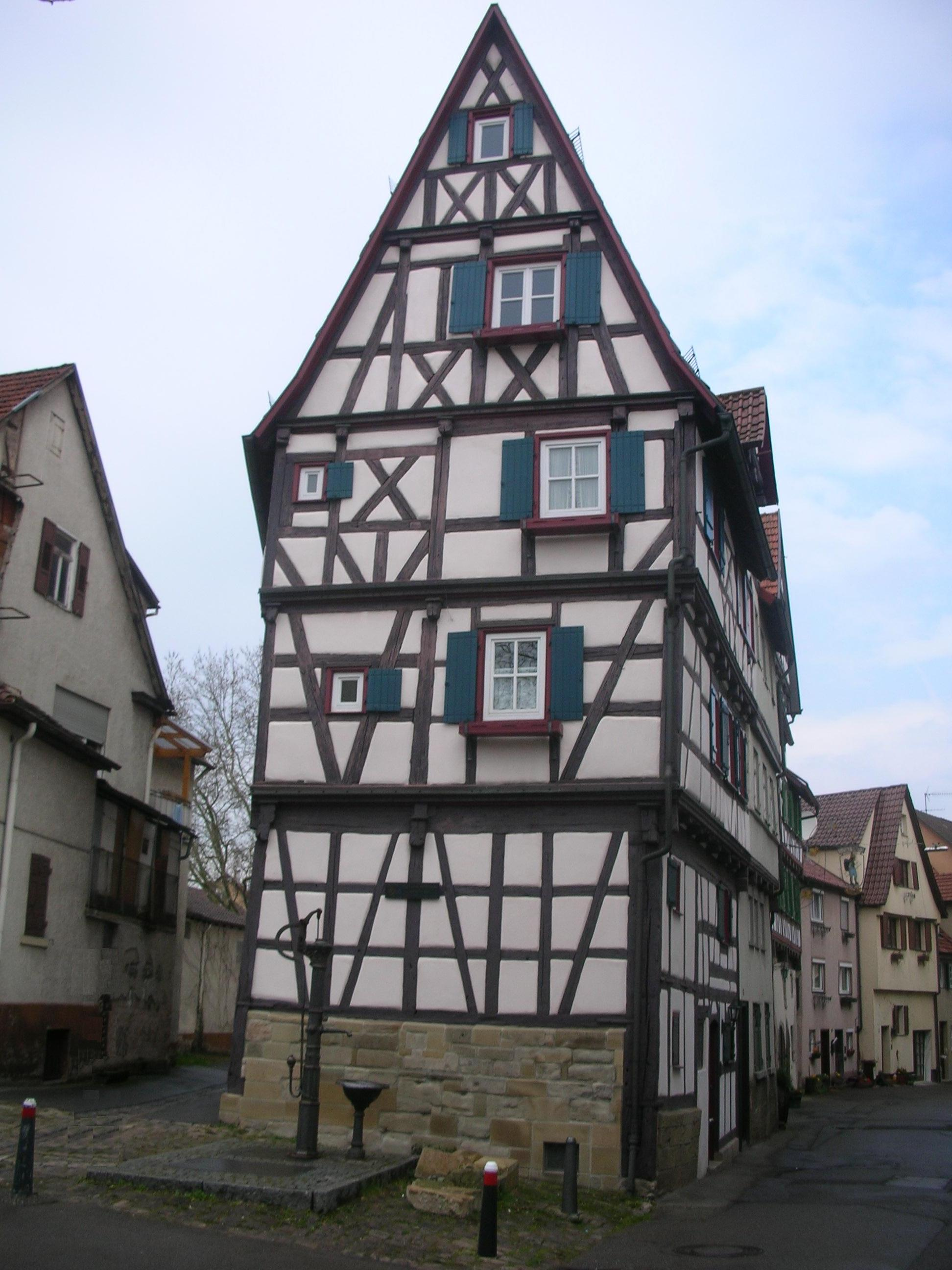
Haus am Gumpbrunnen

Der historische Stadtkern von Schorndorf steht als Gesamtanlage unter Denkmalschutz. Die historische Altstadt und besonders der Marktplatz mit dem Marktbrunnen und zahlreichen historischen Fachwerkhäusern zählen zu den schönsten Deutschlands. Dort steht das Rathaus, das von 1726 bis 1730 erbaut wurde und als Wahrzeichen der Stadt gilt. An seiner Rückwand befindet sich das Mosaik Die Weiber von Schorndorf von 1965 und davor das Gottlieb-Daimler-Denkmal, unweit die Palmsche Apotheke, die Gauppsche Apotheke (Elternhaus und später erste Ausbildungsstätte von Carl Grünzweig) und das ehemalige Wohnhaus von Barbara Walch-Künkelin. Westlich des Marktplatzes erhebt sich die Evangelische Stadtkirche von 1477. Am Kirchplatz befindet sich die ehemalige Lateinschule, in der das Stadtmuseum untergebracht ist. In der Weststadt hinter der Kirche befindet sich das Haus am Gumpbrunnen sowie gegenüber das asymmetrische Haus auf der Mauer, das an bzw. auf die Stadtmauer gebaut wurde. In diesem auffälligen Haus wurde Ehrenbürger Gottlob Kamm geboren.
Östlich des Marktplatzes sind das ehemalige Spital, das Stadtarchiv und das Burgschloss zu finden. Es wurde von Herzog Ulrich 1538 erbaut und war Eckpfeiler der mit großem Aufwand errichteten Landesfestung. Es war neben dem Chor der Kirche der so gut wie einzige Teil der Stadt, der die Feuersbrunst von 1634, die fast die gesamte Stadt in Schutt und Asche legte, überstand. Auf dem verfüllten Wassergraben der Festung wurde 1913 das unter Denkmalschutz stehende Forstamt im späten Jugendstil erbaut. Heute befindet sich darin eine Kindertagesstätte.
Weiter südlich des Schlossparks folgt die Heilig-Geist-Kirche, die von 1952 bis 1955 von der in dieser Zeit stark gewachsenen katholischen Gemeinde erbaut wurde. Ihr stadtbildprägender Turm wurde in den 1960er-Jahren errichtet.
Im Süden der Stadt ist die Versöhnungskirche aus dem Jahr 1990 zu finden, deren künstlerische Ausstattung von Andreas Felger stammt.
Östlich des Unteren Marktplatzes befindet sich das Gottlieb-Daimler-Geburtshaus in der Höllgasse mit einem (kleinen) Museum sowie in der Gasse dahinter das ehemalige Alte Bad.
Im Osten erhebt sich im Park am Stadthallensee die ehemalige Villa Arnold, die die Volkshochschule beherbergt. Sie wurde von dem Fabrikanten Arnold gebaut, der in Schorndorf eine Eisenmöbelfabrik besaß. Auf diesem Areal entlang der Bahnlinie befindet sich die Arnoldgalerie mit Geschäften, Museen, Gastronomie und der Jugendmusikschule. Die Arnoldgalerie gilt als Musterprojekt der Innenstadterweiterung.
Am Bahnhof befindet sich das markante, 1962 errichtete Stellwerk, das auch als Bausatz für Modelleisenbahnen im Maßstab HO auf den Markt kam.
In der Lortzingstraße am Ziegeleisee befindet sich das im März 2008 in Betrieb genommene Hallenbad Oskar Frech SeeBad. Es ersetzte das alte Schorndorfer Hallenbad aus dem Jahre 1964.
Unter dem Spitznamen „Schorni“ ist ein 90 Meter hoher, in Stahlbetonkonstruktion ausgeführter Fernmeldeturm im Industriegebiet Baumwasen im Schorndorfer Westen bekannt.
An den „16 Stationen“, dem Architekturprojekt der Remstal-Gartenschau 2019, beteiligte sich Schorndorf mit dem
 „Prisma“ auf dem Grafenberg, das als Landmarke auf dem Weinberg einen besonderen Ausblick bieten soll.

### Grünflächen

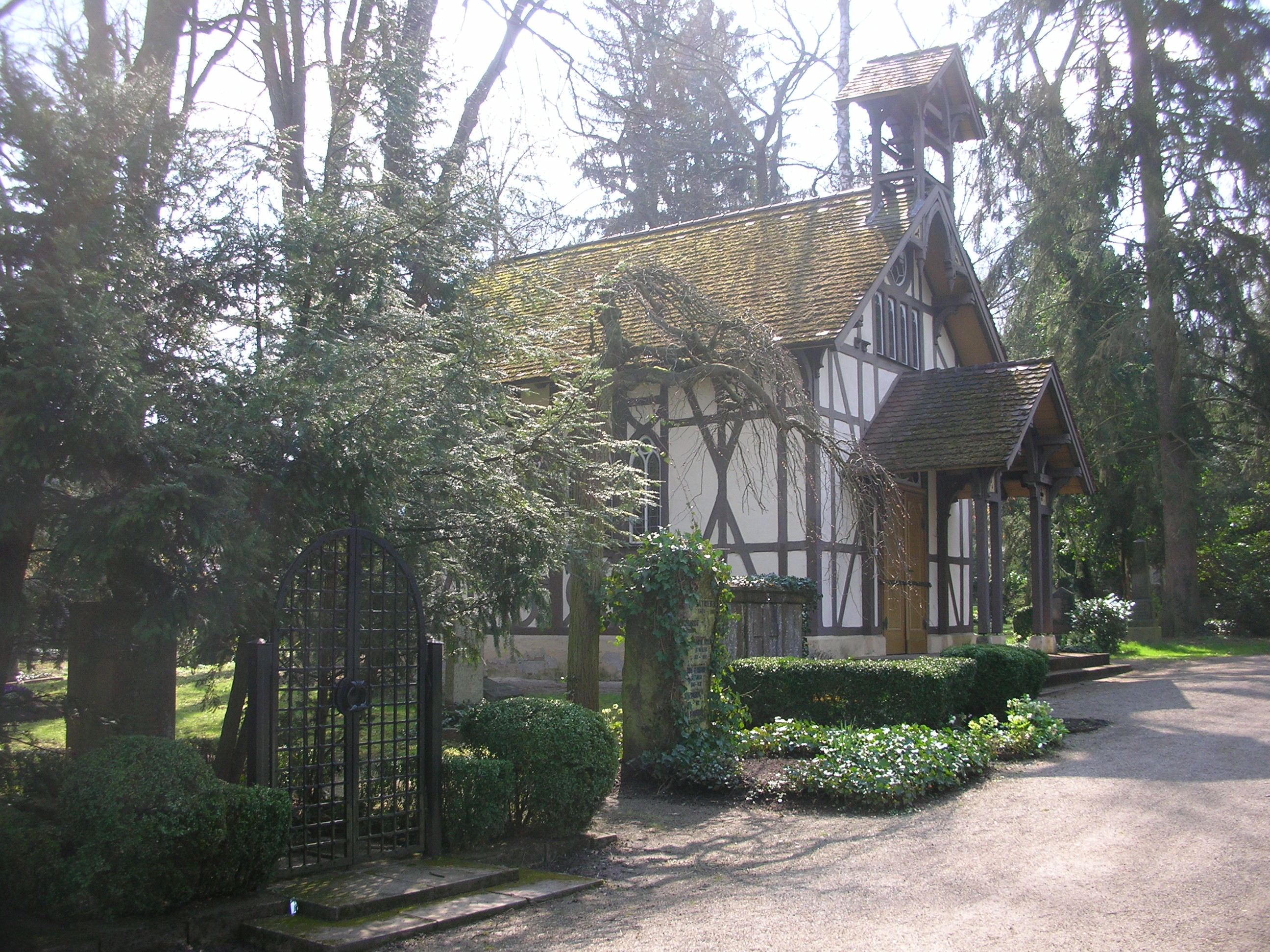
Kapelle auf dem alten Friedhof

Im Stadtzentrum gibt es verschiedene Grünanlagen und Parks.
Der Schlosspark liegt am Rande der Altstadt und umgibt das Burgschloss. Zur Remstalgartenschau 2019 wurde darin ein neuer Abenteuerspielplatz angelegt, der unter dem Motto „Spielen am Fort“ steht.
Östlich des Zentrums liegt der Stadtpark. Dieser Park besteht aus dem ehemaligen Garten der Arnold-Villa und dem See, der aufgrund eines baulichen Irrtums entstand. Es war geplant, an der Stelle eine Stadthalle zu errichten, jedoch lief das Bauloch mit Wasser voll. Daher rührt die umgangssprachliche Bezeichnung „Stadthallensee“, die Presse sprach auch vom „Lago blamabile“, offiziell heißt der See inzwischen Stadtsee. Das Gelände und der See wurden im Jahr 2010 völlig neu gestaltet. Ein Highlight ist die im Rahmen der Remstalgartenschau 2019 erbaute Freiluftküche, die nun von der Volkshochschule betreut wird und in der verschiedene Kurse angeboten werden sowie das neu errichtete Kneipp-Becken.

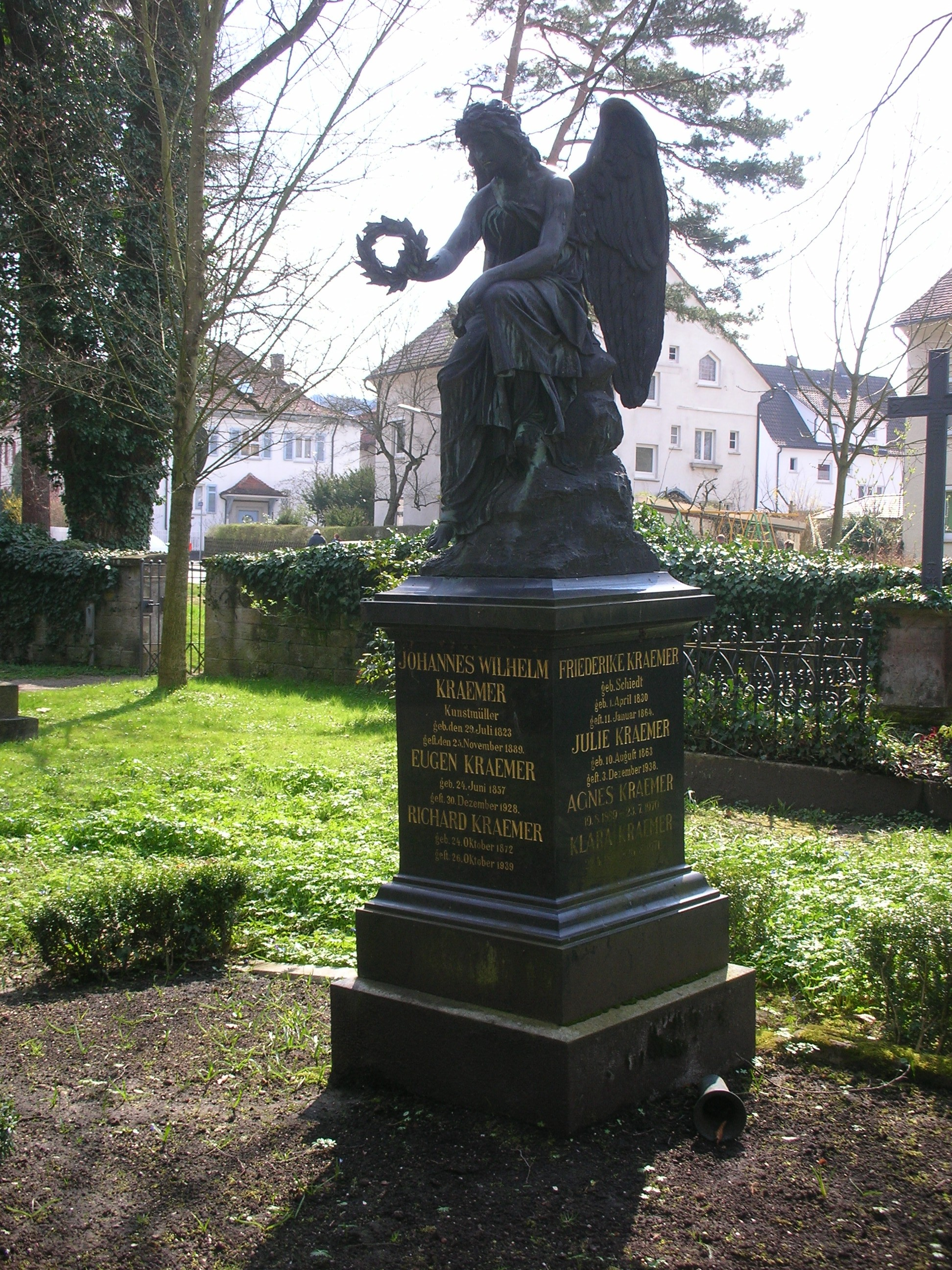
Kunstvolles Grabmal auf dem alten Friedhof

Bei der Heilig-Geist-Kirche befindet sich der Alte Friedhof. Dieser weist neben bedeutenden und kunstvollen alten Gräbern auch eine Fülle von verschiedenen Baumarten auf und dient vielen als Ort der Ruhe und Erholung. Auffallend ist die kleine schmucke Friedhofskapelle. Baden-Württembergs erster Ministerpräsident, Reinhold Maier, ist auf diesem Friedhof begraben.
Seit 1989 erinnert auf dem Alten Friedhof ein Mahnmal des Künstlers Reinhard Scherer an die Verfolgten und die Opfer des Faschismus. Anlass war der erstmalige Besuch einer Schorndorfer Sinti-Familie im Jahre 1988, die der NS-Vernichtung entgangen war.
Gegenüber der Heilig-Geist-Kirche, am Tuller Platz, der nach der ersten Partnerstadt benannt ist, liegt der Feuersee.
Südlich von diesem folgt die Raible-Anlage, ein Park, der früher zu der Villa des ehemaligen Stadtrates und Bürgermeisters Jakob Raible gehörte und für die Bevölkerung öffentlich zugänglich gemacht wurde.

### Denkmäler
- Ostlandkreuz, steht nördlich des Remstals auf dem Südosthang des Hungerbergs (382,3 m) auf Gemeindegebiets von Winterbach, nahe der Gemeindegrenze zu Schorndorf

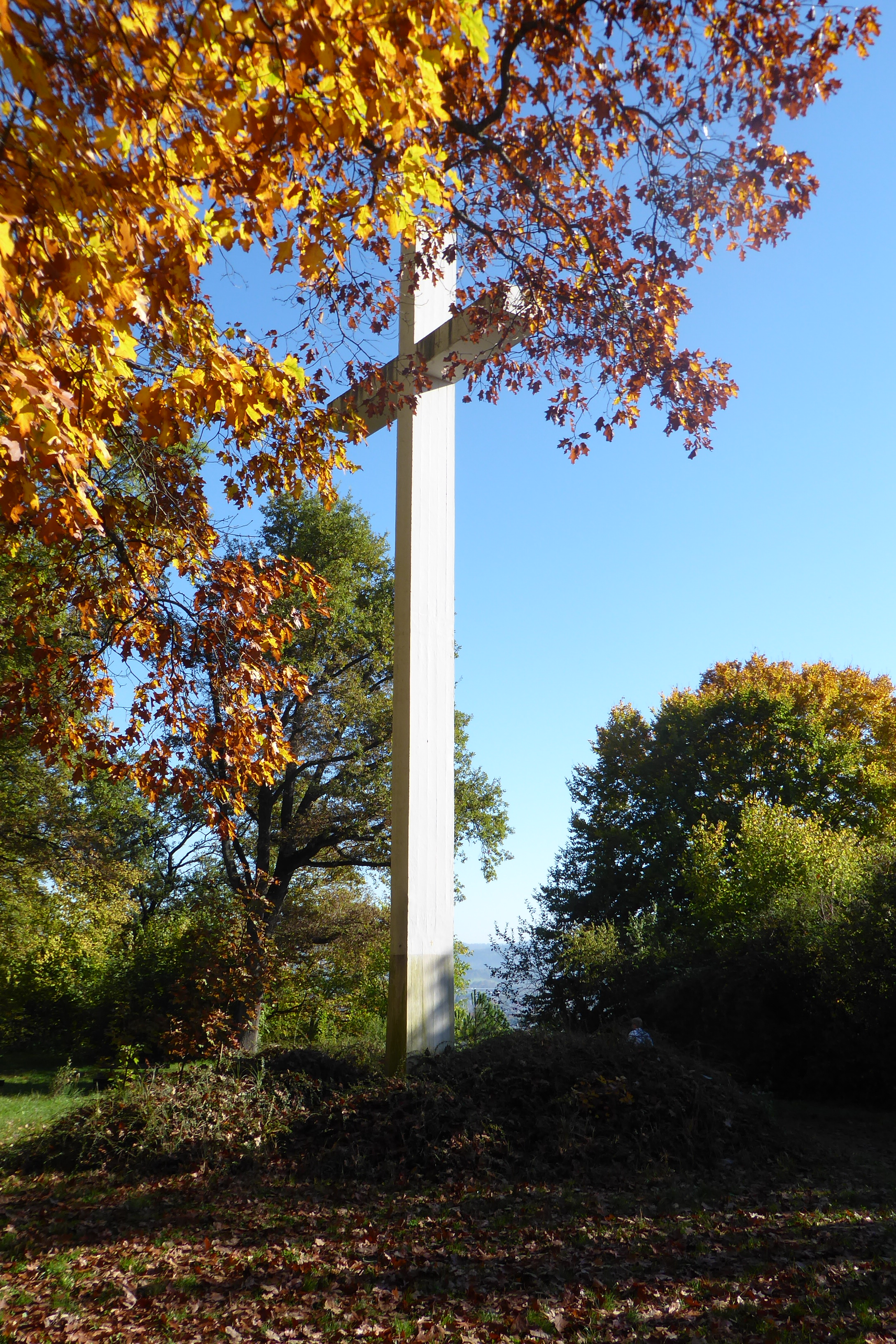
Ostlandkreuz

- → Liste der Naturdenkmale in Schorndorf

### Regelmäßige Veranstaltungen
- Jedes Jahr findet am vorletzten Wochenende (Freitag–Dienstag) vor Beginn der Sommerferien das Stadtfest Schorndorfer Woche (SchoWo) statt. In der Regel ist das Mitte Juli.
- Jedes Jahr im Oktober findet der Schorndorfer Orgelherbst (bis 2022 Schorndorfer Orgelseptember) mit hochkarätigen Orgelkonzerten in der Stadtkirche Schorndorf statt.
- Am Samstag vor dem SchoWo-Wochenende findet in der Schorndorfer Innenstadt alljährlich der große städtische Flohmarkt statt.
- Jedes Jahr findet im Juli die Schorndorfer Motorroller-Jux-Rallye statt.
- Das Kulturforum Schorndorf veranstaltet drei Jahre in Folge mit einem anschließenden Pausenjahr die von Gerhard Graf-Martinez 1990 ins Leben gerufenen und bis 1994 künstlerisch geleiteten[74] Schorndorfer Gitarrentage, an denen Kurse und Konzerte auf dem Programm stehen (Bereits 1983 fand in Schorndorf ein internationaler Gitarrenkurs mit Andrés Batista und Graf-Martinez statt[75]).
- Bei der Schorndorfer Kunstnacht im Herbst öffnen viele Ateliers und Museen ihre Pforten.
- Der Schorndorfer Weihnachtsmarkt findet jedes Jahr von Ende November bis kurz vor Heiligabend auf dem historischen Marktplatz statt.
- In zweijährigem Rhythmus wird in der Barbara-Künkelin-Halle der Barbara-Künkelin-Preis an Frauen und Frauengruppen verliehen, die durch ihre soziale Verantwortung oder ihren persönlichen Mut besonders hervortreten.[76]

### Sport
Der deutschlandweit bekannteste Schorndorfer Sportverein ist der 1908 gegründete ASV Schorndorf, der 1975 und 2025 Deutscher Mannschaftsmeister im Ringen wurde. Die Ringer-Abteilung kämpfte in der Saison 2013 in der Landesliga Württemberg. Auch die Turnerinnen des STV Schorndorf (früher SG Schorndorf) waren 1994 Deutscher Meister. Der Sportverein mit den meisten Mitgliedern ist die SG Schorndorf. Die SG hat knapp 4.000 Mitglieder. Die am 3. Juni 1949 gegründete Sektion Schorndorf des Deutschen Alpenvereins betreibt zwei Schutzhütten, die Alpenrosenhütte sowie die Schorndorfer Hütte, und hat (Stand: 31. Dezember 2021) 3.775 Mitglieder.
Seit 2008 ehrt die Stadt Schorndorf zusammen mit dem Zeitungsverlag Waiblingen jedes Jahr die Sportlerin, den Sportler und die Mannschaft des Jahres.

## Persönlichkeiten

### Ehrenbürger
Die Stadt Schorndorf hat folgenden Personen das Ehrenbürgerrecht verliehen:
- 1949, 16. Oktober: Reinhold Maier (* 16. Oktober 1889 in Schorndorf; † 19. August 1971 in Stuttgart), Verleihung anlässlich seines 60. Geburtstages
- 1951, 16. Dezember: Hermann Arnold (* 1. Januar 1888; † 7. Juni 1973), Fabrikant und Ehrensenator, Verleihung anlässlich seines 40-jährigen Dienstjubiläums
- 1954, 31. Januar: Eugen Bentel (* 21. August 1886; † 2. Mai 1969), Bürgermeister in Haubersbronn, Verleihung anlässlich der Amtseinsetzung von Bürgermeister Rettenmaier
- 1961, 19. Juni: Walter Arnold (* 19. Juni 1891; † 20. Oktober 1973), Fabrikant, Verleihung anlässlich seines 70. Geburtstages
- 1967, 21. Oktober: Gottlob Kamm (* 21. Oktober 1897; † 21. November 1973), Politiker (SPD), Staatsminister, Bürgermeister und Stadtrat, Verleihung anlässlich seines 70. Geburtstages
- 1986, 27. März: Karl Wahl (* 10. Juni 1909; † 22. März 1986), Stadtrat, Sozialdemokrat, Verleihung posthum
- 1988, 26. Februar: Fritz Abele (* 7. Januar 1915; † 18. Mai 1994), Ingenieur, Verleihung anlässlich des Auftaktes zum Barbara-Künkelin-Jahr
- 1998, 9. Oktober: Johann-Philipp Palm (* 9. Oktober 1918; † 8. Mai 2004), Apotheker, Verleihung anlässlich seines 80. Geburtstages
- 2005, 25. November: Werner Lempp (* 8. Juli 1929; † 22. Juni 2020), Geschäftsführer, Stadtrat, Kreisrat und Christdemokrat
- 2018, 9. Dezember: Karl-Otto Völker (* 5. März 1946; † 9. Mai 2020), Stadtrat, Kreisrat, Sozialdemokrat
- 2020, 10. Januar: Roland Wöhr (* 10. März 1944; † 24. Mai 2024), Schlossermeister, Kreishandwerksmeister, Obermeister der Metall-Innung Waiblingen, Ehrenkreishandwerksmeister[79]
- 2023, 20. Juni: Ursula Kamps (* 9. August 1942), Konrektorin a. D., Tochter von Gottlob Kamm, Sozialdemokratin, ehemalige Vorsitzende der AWO, Gründerin des Tafelladens[80]

### Söhne und Töchter der Stadt

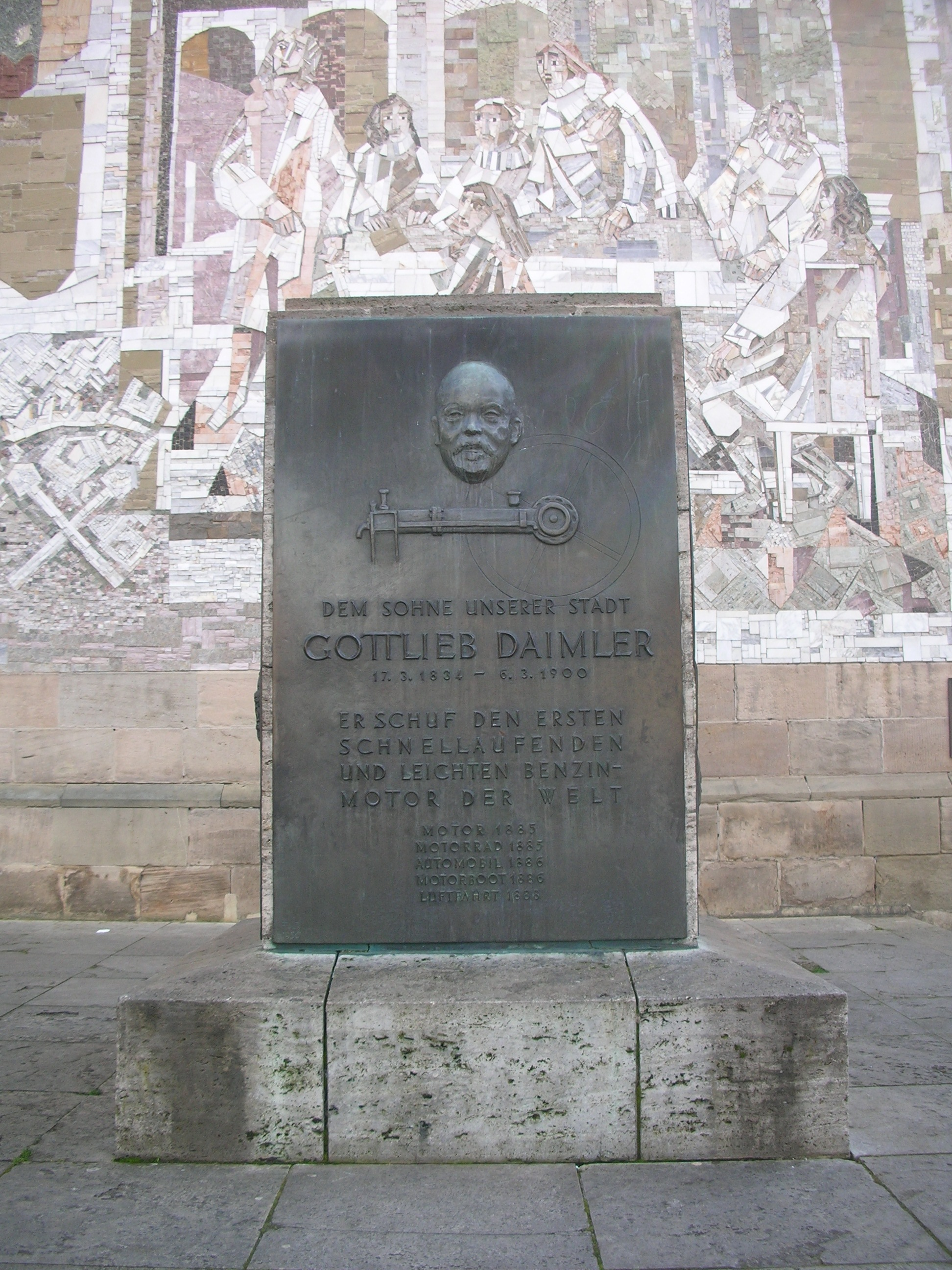
Daimler-Denkmal, im Hintergrund Ausschnitt des Mosaiks „Die Weiber von Schorndorf“

#### Geboren bis 1900
- Rudolf Schwenninger († ≈1379), Arzt in Straßburg, Grundbesitzer in Appenweier und Mitverfasser einer der ersten deutschsprachigen Pestschriften
- Caspar Bregenzer (auch Pregatzer) (≈1490–1514), einer der Anführer des Armen Konrads; wurde in seiner Geburtsstadt Schorndorf hingerichtet
- Jakob Dautel († 1514), einer der Anführer des Armen Konrads; wurde in Schorndorf hingerichtet
- Sebastian Schertlin von Burtenbach (1496–1577), bedeutender militärischer Führer von Landsknechten
- Kaspar Currer (≈1500–1550/51), Philologe und Jurist
- Hans Gerngroß (1500/10–1564), württembergischer Hofmaler
- Jakob Degen (1511–1587), Jurist, Mediziner, Philosoph und protestantischer Metaphysiker
- Martin Aichmann (1550–1616), württembergischer Kanzler
- Melchior Nicolai (1578–1659), Professor für Theologie in Tübingen, Abt in Lorch und Adelberg
- Balthasar Raith (1616–1683), Theologe, Rektor der Universität Tübingen
- Josias Weitbrecht (1702–1747), bedeutendster Anatom seiner Zeit, wirkte später in St. Petersburg
- Johann Heinrich Palm (1600–1633), seit 1631 Bürger von Esslingen, Stammvater der Freiherrn, Grafen und Fürsten von Palm[81]
- Georg Friedrich Majer (1695–1765), württembergischer Baumeister
- August Wolfgang von Kinckel (1710–1768), Rechtskonsulent des Ritterkanton Odenwald
- Johann Jakob Palm (1750–1826), Buchhändler und Verleger
- Ludovike Simanowiz (1759–1827), Malerin
- Christian Friedrich Werner (1759–1823), Kaufmann und Schulstifter in Bessarabien
- Karl Friedrich Reinhard (1761–1837), französischer Staatsmann und Schriftsteller
- Johann Philipp Palm (1766–1806), in Braunau am Inn hingerichteter Buchhändler
- Ferdinand Heinrich August von Weckherlin (1767–1828), württembergischer Finanzminister
- Hanna Christaller (1872–1955), Autorin der Kolonialliteratur
- Carl Christian Friedrich Weckherlin (1790–1853), württembergischer Oberamtmann
- Johann Jakob Weitbrecht (1802–1852), evangelischer Ostindien-Missionar
- Carl Heinrich Rösch (1807–1866), Arzt und Sozialreformer, Gründer der Heil- und Pflegeanstalt Mariaberg (heute Mariaberg e. V.)
- Karl Friedrich von Sigel (1808–1872), Finanzminister des Königreichs Württemberg
- Karl Ludwig Friedrich Mezger (1810–1885), klassischer Philologe und Gymnasiallehrer
- Theodor Buttersack (1834–1899), Mediziner
- Gottlieb Daimler (1834–1900), Ingenieur, Konstrukteur und Industrieller
- Heinrich Mahle (1841–1887), württembergischer Oberamtmann
- Carl Grünzweig (1845–1913) war ein Chemiker, Industrieller (Gründer von G+H Grünzweig und Hartmann, daraus später Isover entstanden) und Bürgermeister der Stadt Ludwigshafen am Rhein.
- Ludwig Palmer (1856–1931), Arbeiterdichter
- Julius Schmid (1865–1939), Erfinder und Unternehmer
- Karl Rais (1875–1950), württembergischer Landtagsabgeordneter
- Walter Wundt (1883–1967), Lehrer, Geograph und Hydrologe
- Hermann Maier-Leibnitz (1885–1962), Eisen- und Ingenieurbauer
- Carl Schaefer (1887–1970), Arzt, Unternehmer und Politiker (FDP)
- Reinhold Maier (1889–1971), Politiker (FDP), erster Ministerpräsident von Baden-Württemberg
- Immanuel Carl Rösler (1891–1974), württembergischer Architekt und Heimatforscher
- Walter Arnold (1891–1973), Fabrikant
- August Heckel (1891–1980), Lehrer und Heimatforscher
- Paul Strähle (1893–1985), Flugpionier
- Gottlob Kamm (1897–1973), von 1946 bis 1948 als Staatsminister für Entnazifizierung in Württemberg-Baden zuständig
- Hermann Hitzler (1899–1982), Manager in der Versicherungswirtschaft

#### Geboren ab 1901
- Oskar Frech (1902–1985), Firmengründer und Namensgeber für das neue Hallenbad, das 2008 fertiggestellt wurde
- Albert Rapp (1908–1975), SS-Standartenführer, zu lebenslanger Haft verurteilter Kriegsverbrecher
- Karl Seiler (1910–1991), Physiker und Industriemanager
- Werner Jetter (1913–2004), evangelisch-lutherischer Theologe
- Edmond Haan (1924–2018), französischer Fußballspieler
- Hansgeorg Klenk (1924–1976), Politiker (CDU), Landtagsabgeordneter
- Dieter Palm (1924–2005), Pharmakologe
- Paul-Ernst Strähle (1927–2010), deutscher Unternehmer und Automobilrennfahrer
- Karl Schock (* 1934), Unternehmer, Existenzgründungsberater und Gründer mehrerer christlicher Organisationen
- Dieter Seelow (1939–2009), Jazzmusiker
- Frieder Stöckle (1939–2015), Buchautor, Pädagoge und Kommunalpolitiker (SPD)
- Rolf Idler (1943–2012), Theaterschauspieler
- Werner Schretzmeier (* 1944), TV-Regisseur, Autor und Dokumentarist, Mitgründer vom Theaterhaus Stuttgart
- Karl-Otto Völker (1946–2020), Autor und Kommunalpolitiker
- Jürgen Boss (* 1947), Musiker
- Matthias Fink (* 1948), Journalist
- Hubert Seelow (* 1948), Skandinavist und Übersetzer
- Matthias Seidel (* 1949), Gitarrist, Professor an der Universität Mozarteum Salzburg
- Gerhard Graf-Martinez (* 1952), Flamenco-Gitarrist, Autor und Komponist
- Renate Völker (* 1953), Journalistin und Autorin
- Thomas Föhl (* 1954), Kunsthistoriker, Kulturmanager und Sachbuchautor
- Ursel Sieber (1957–2023), Journalistin und Buchautorin
- Christof Wolfmaier (* 1961), Ingenieur und Hochschullehrer
- Robert Feldhoff (1962–2009), Science-Fiction-Autor
- Helmut Anton Zirkelbach (* 1962), Künstler
- Petra Häffner (* 1964), Politikerin, Landtagsabgeordnete
- Jürgen May (* 1965), Tropenmediziner und Hochschullehrer
- Andreas Hutzel (* 1968), Schauspieler
- Dietrich Schnabel (* 1968), Dirigent und Komponist
- Bernd Mayländer (* 1971), Automobilrennfahrer
- Konstantinos Konstantinidis (* 1972), griechischer Fußballspieler
- Dorothee Dormann (* 1976), Biochemikerin und Zellbiologin, Hochschullehrerin
- Nicolas Fink (* 1976), Politiker (SPD)
- Joachim Deutschland (* 1980), Musiker
- Ricarda Lisk (* 1981), Triathletin
- Marcel Mann (1987–2025), Comedian und Synchronsprecher
- Sven Ulreich (* 1988), Fußballtorwart
- Djibril M’Bengue (* 1992), Handballspieler
- Davie Selke (* 1995), Fußballspieler
- Majan (* 1999), Rapper
- Sarah Wachter (* 1999), Handballspielerin

### Persönlichkeiten, die vor Ort gelebt oder gewirkt haben

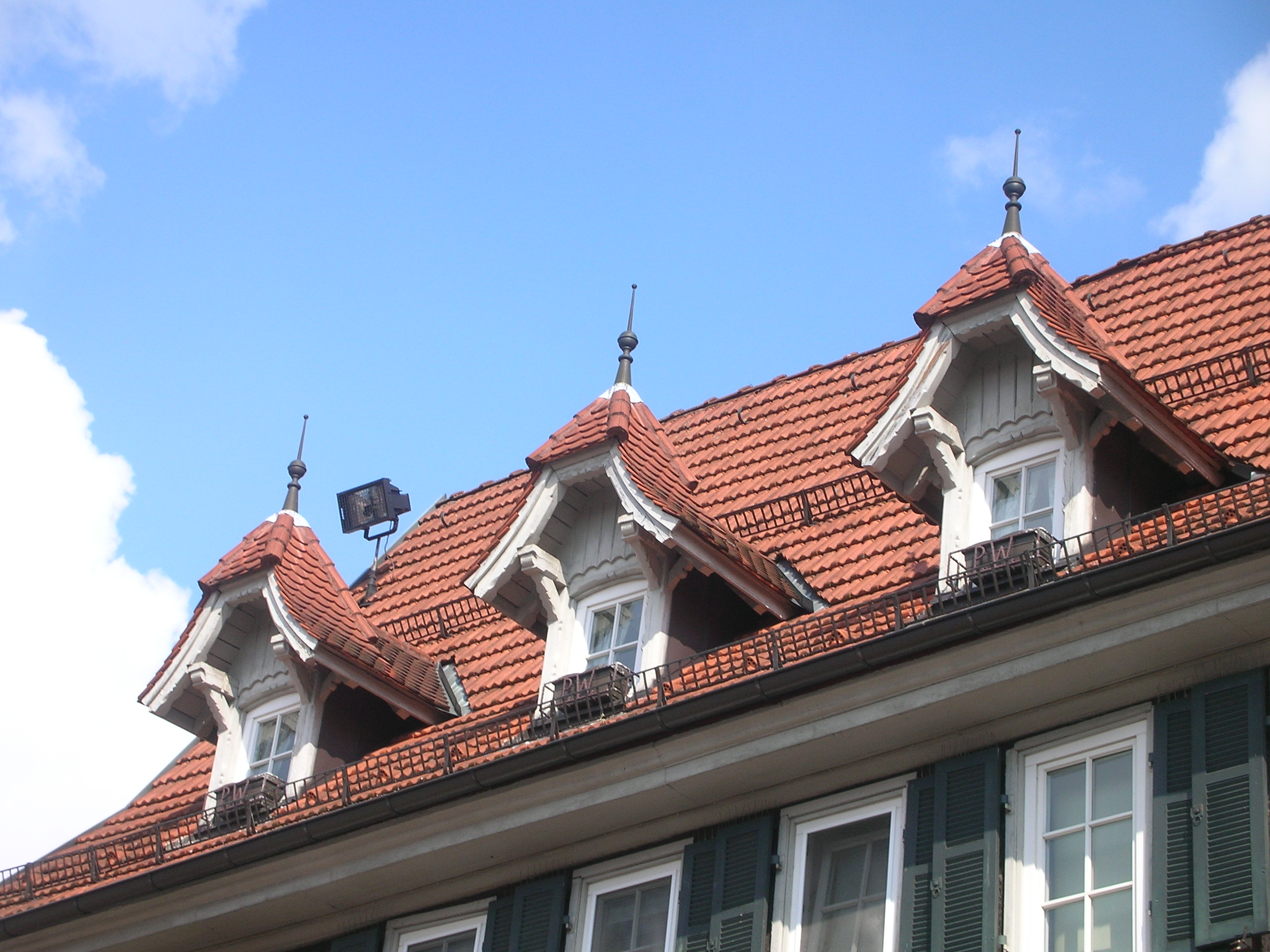
Gaupen am Wohnhaus der Barbara Künkelin

Berühmte Persönlichkeiten, die einen Teil ihres Lebens in oder um Schorndorf verbracht haben, sind:
- Philipp Renner (vor 1480–1512), Priester, Benediktiner und Abt des Klosters St. Januarius in Murrhardt, gestorben in Schorndorf
- David Wolleber (1554–1597), württembergischer Chronist, sieben Jahre in Schorndorf tätig.
- Barbara Walch-Künkelin (1651–1741), Bürgermeister-Gattin, schützte 1688 Schorndorf vor französischer Plünderung durch Brigadegeneral Mélac
- Friedrich David Gräter (1768–1830), einer der Begründer der wissenschaftlichen Nordistik in Deutschland, verbrachte die letzten Jahre seines Lebens in Schorndorf
- Friedrich Silcher (1789–1860), Komponist, lebte von 1806 bis 1809 in Schorndorf.
- Friedrich Glück (1793–1840), Pfarrer und Komponist, war ab 1829 Pfarrer in Schornbach
- Theodor Pressel (1819–1877), Geistlicher und Kirchenhistoriker, Dekan in Schorndorf
- Balthasar Stephan Birkel (1844–1911), Müller, Erfinder und Unternehmensgründer von BIRKEL
- Eugen Zeller (1871–1953), Lehrer und Philologe, Korrespondenzpartner Hermann Hesses
- Georg von der Vring (1889–1968), Schriftsteller und Maler, lebte von 1943 bis 1951 in Schorndorf
- Werner Oberle (1912–1990), Künstler und Kunsterzieher, 1938–1974 am Gymnasium Schorndorf tätig
- Rolf Scheffbuch (1931–2012), evangelischer Theologe, Dekan in Schorndorf 1975 bis 1989
- Gerhard Wermescher (* 1931), Maler und Bildhauer, lebt in Schorndorf[82]
- Siegfried Zimmer (* 1947), Religionspädagoge, Hochschullehrer, besuchte das Gymnasium in Schorndorf
- Markus Elmer (* 1952), Fußballspieler, wohnte in den 1970er-Jahren in Schorndorf
- Michael Antwerpes (* 1963), Fernsehmoderator
- Marcus Kaiser (* 1966), Fotograf und Medienkünstler, lebte von 1966 bis 1996 in Schorndorf, besuchte das Burg-Gymnasium
- Hartfrid Wolff (* 1971), Politiker (FDP), wohnhaft in Waiblingen
- Lars Haise (* 1989), Politiker (Piratenpartei, AfD), Bundestagsabgeordneter und Schorndorfer Gemeinderat
- Monika Sozanska (* 1983), Degenfechterin
- Ines Österle (* 1984), Fußballspielerin, spielte von 1994 bis 2001 bei der SG Schorndorf
- Jello Krahmer (* 1995 in Hedelfingen), Ringer beim ASV Schorndorf
- Helmut Palmer (* 1930; † 2004), jahrzehntelanger Marktbeschicker auf dem Wochenmarkt, Obstbaufachmann, Bürgerrechtler und „Remstal-Rebell“, Schriftsteller und Dissident, 3 × zu OB-Wahlen in Schorndorf angetreten: 1970 (6,6 %), 1982 (10,8 % + 13,5 %), 1990 (14 %).

## Trivia
Schorndorf war 1992 Drehort und Kulisse für die dreizehnteilige ARD-Serie Der König von Bärenbach mit Christoph Hofrichter und Walter Schultheiß.